# Hertha BSC
Der Hertha, Berliner Sport-Club (Hertha B.S.C.) e. V. – meist kurz als Hertha BSC bezeichnet, umgangssprachlich auch als „die alte Dame“ bekannt – ist ein Sportverein aus Berlin.
Der Verein hat seinen Sitz im Berliner Westend im Bezirk Charlottenburg-Wilmersdorf und ist vor allem für seine Fußballabteilung bekannt, deren 1. Herrenmannschaft zweimal Deutscher Meister wurde. Der Spielbetrieb der Profi-, der Amateur- sowie der A-Jugendmannschaft wurde im Jahr 2002 in die Hertha BSC GmbH & Co. KGaA ausgegliedert.
Am 25. Juli 1892 wurde der Berliner Fußball Club Hertha 1892 als einer der ersten reinen Fußballclubs in Deutschland gegründet. Nachdem sich der Verein am 7. August 1923 mit dem Berliner Sport-Club zusammengeschlossen hatte, wurde der Verein in Hertha BSC umbenannt, was auch beibehalten blieb, als sich der Berliner Sport-Club 1930 wieder vom Gesamtverein trennte.
Hertha ist Gründungsmitglied des Deutschen Fußball-Bundes sowie der Fußball-Bundesliga und mit 59.217 Mitgliedern (Stand: 25. Mai 2025) einer der 15 größten Sportvereine Deutschlands. In der Ewigen Tabelle der Fußball-Bundesliga belegt die Hertha den 12. Platz. Neben Fußball werden im Verein heute auch weitere Sportarten wie Boxen, Kegeln oder Tischtennis betrieben.
Die Profimannschaft trägt ihre Heimspiele im Berliner Olympiastadion aus.

## Geschichte

### 1892–1901: Gründungszeit
Am 25. Juli 1892 wurde der Berliner Fußball Club Hertha 1892, kurz BFC Hertha 92, gegründet. Die Idee zur Gründung hatten die Brüderpaare Fritz und Max Lindner sowie Otto und Willi Lorenz. Auf der Suche nach einem Namen hatte Fritz Lindner die Idee, den Verein Hertha zu benennen, da er mit seinem Vater kurz zuvor auf einem gleichnamigen Dampfer auf der Havel gefahren war. Dessen Schornstein hatte die Farben Blau, Weiß und Gelb, welche ebenfalls als Vereinsfarben übernommen wurden, wobei das Gelb allerdings kurz danach verschwand. Der 1886 erbaute Dampfer Hertha fuhr bis etwa 2010 auf der Kyritzer Seenkette. Da die Geschwister erst 16 beziehungsweise 17 Jahre alt waren, wurde der Onkel der Lindners, Ernst Wisch, Vorsitzender und trug den Verein im Polizeipräsidium am Molkenmarkt ein.
| Saison | Liga                                                | Platz (von)     |
| --- | --------------------------------------------------- | --------------- |
| 1901/02 | VDBV, 1. Klasse – Staffel B                         | 02 0(6)         |
| 1902/031 | VBB, 1. Klasse                                      | 08 0(8)         |
| 1903/04 | VBB, 1. Klasse                                      | 04 0(8)         |
| 1904/05 | VBB, 1. Klasse                                      | 04 0(8)         |
| 1905/06 | VBB, 1. Klasse                                      | 01 0(8)         |
| 1906/07 | VBB, 1. Klasse                                      | 05 0(8)         |
| 1907/08 | VBB, 1. Klasse                                      | 07 0(8)         |
| 1908/09 | VBB, 1. Klasse                                      | 04 0(9)         |
| 1909/10 | VBB, 1. Klasse                                      | 04 0(9)         |
| 1910/11 | VBB, 1. Klasse                                      | 04 0(9)         |
| 1911/12 | VBB, 1. Klasse – Staffel B                          | 02 (10)         |
| 1912/13 | VBB-Verbandsliga                                    | 03 (10)         |
| 1913/14 | VBB-Verbandsliga                                    | 02 (10)         |
| 1914/15 | VBB-Verbandsliga                                    | 01 (10)         |
| 1915/16 | VBB-Verbandsliga                                    | 02 (10)         |
| 1916/17 | VBB-Verbandsliga                                    | 01 (10)         |
| 1917/182 | VBB-Verbandsliga                                    | 01 (18)         |
| 1918/192,3 | VBB-Verbandsliga                                    | 18 (18)         |
| 1919/20 | VBB-Verbandsliga, Nordkreis                         | 04 0(6)         |
| 1920/21 | VBB-Verbandsliga, Nordkreis VBB-Oberliga, Staffel B | 02 0(7) 04 0(6) |
| 1921/22 | VBB-Oberliga, Staffel B                             | 07 (10)         |
| 1922/23 | VBB-Oberliga, Staffel B                             | 05 (10)         |
| 1Hertha wurden alle Punkte wegen Einsetzens nicht berechtigter Spieler aberkannt und den Gegnern zugesprochen; 2Die Saison wurde wegen Erreichens der Sommerpause abgebrochen; 3Hertha wurde nach der Hinrunde wegen Zahlung von Handgeldern disqualifiziert |                                                     |                 |

Zunächst wurden einige Gesellschaftsspiele gegen andere Vereine ausgetragen. Da aber bei den Mitgliedern die Geselligkeit im Vordergrund stand, stellten sich keine Erfolge ein, woraufhin das Interesse abnahm und die Mitgliederzahl auf zeitweise vier schrumpfte. Zeitgleich spaltete sich die Berliner Spitzenmannschaft Alemannia 90, und deren Lehrlingsabteilung trat fast geschlossen Hertha bei. Dadurch stieg die Mitgliedszahl wieder auf 22.
Da Hertha ein eingetragener Verein war, durfte er seine Spiele auf dem Exer (Exerzierplatz des Alexander-Regiments an der Schönhauser Allee im Berliner Ortsteil Prenzlauer Berg) austragen. Allerdings mussten Tore und Spielfeldmarkierungen selbst mitgebracht werden, und die Spieler zogen sich in benachbarten Gaststätten um.
Am 13. Februar 1894 wurde Hertha Gründungsmitglied beim Thor- und Fußballbund Berlin. Allerdings provozierten die Herthaner schon bald ihren Rauswurf, indem sie die Mitgliedsgebühren nicht zahlten, um sich am 27. November 1894 dem Deutschen Fußball- und Cricket-Bund anzuschließen. Dieser organisierte eine zweiklassige Bundesmeisterschaft, an der Hertha in der Saison 1895/96 erstmals in der 2. Klasse teilnahm und durch die Vizemeisterschaft auf Anhieb den Aufstieg in die 1. Klasse schaffte. Dort wurde der BFC Hertha Letzter und stieg nur deshalb nicht sofort wieder ab, da nach vielen Austritten die 2. Klasse aufgelöst wurde. Mit den Jahren traten immer mehr Mannschaften aus, sodass zeitweilig nur noch fünf Vereine an den Ligaspielen teilnahmen. Am 27. Oktober 1900 trat Hertha ebenfalls aus dem DFuCB aus und bemühte sich um Aufnahme in den Verband Deutscher Ballspielvereine, die jedoch zunächst nicht erteilt wurde.

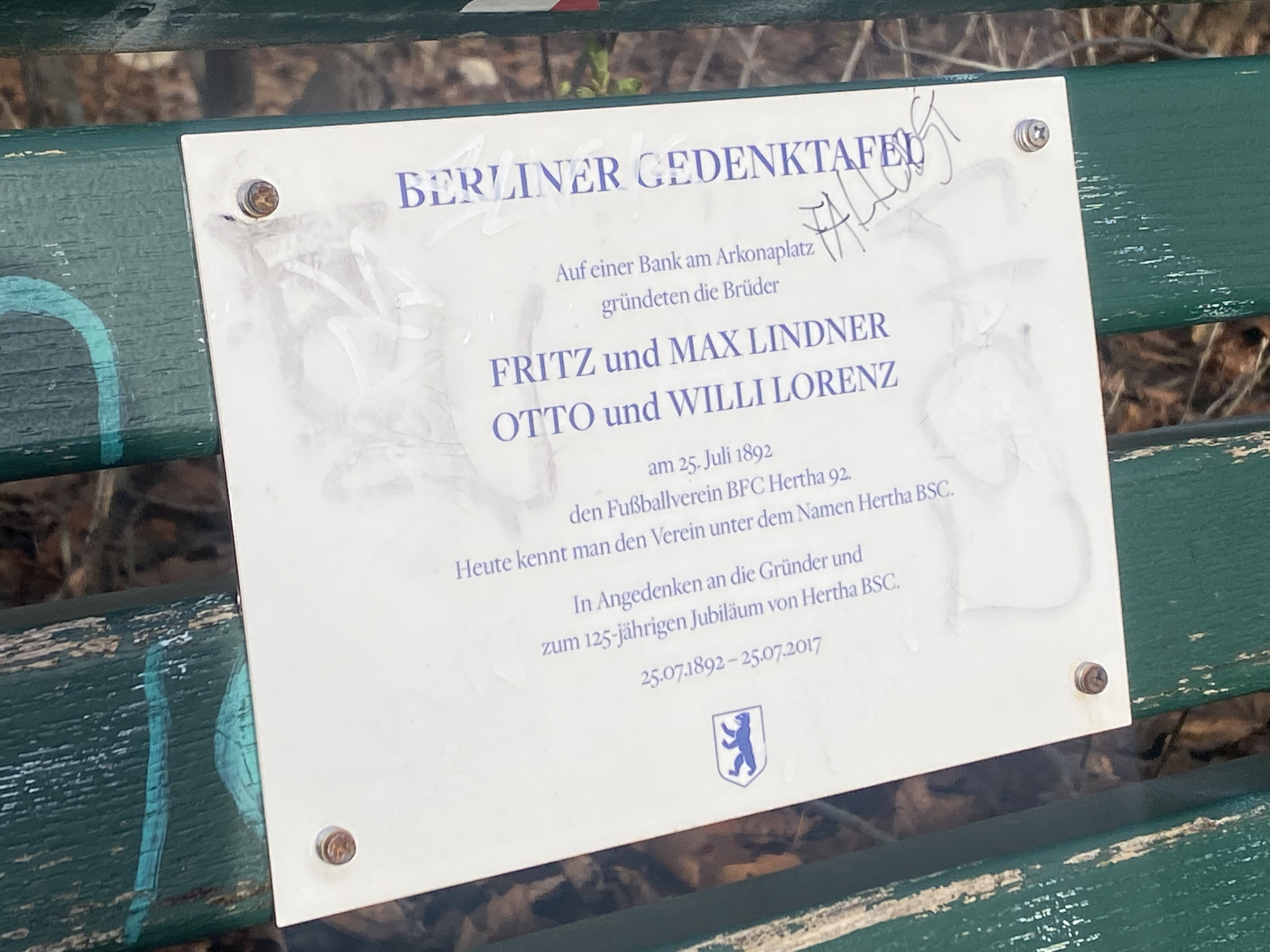
Hertha BSC Gedenktafel auf Bank am Arkonaplatz in Berlin.

Der Legende nach entstand die Idee, Hertha BSC zu gründen, auf einer Parkbank auf dem Arkonaplatz.

### 1901–1923: Erste Erfolge
| Saison | Liga                                                | Platz (von)     |
| --- | --------------------------------------------------- | --------------- |
| 1901/02 | VDBV, 1. Klasse – Staffel B                         | 02 0(6)         |
| 1902/031 | VBB, 1. Klasse                                      | 08 0(8)         |
| 1903/04 | VBB, 1. Klasse                                      | 04 0(8)         |
| 1904/05 | VBB, 1. Klasse                                      | 04 0(8)         |
| 1905/06 | VBB, 1. Klasse                                      | 01 0(8)         |
| 1906/07 | VBB, 1. Klasse                                      | 05 0(8)         |
| 1907/08 | VBB, 1. Klasse                                      | 07 0(8)         |
| 1908/09 | VBB, 1. Klasse                                      | 04 0(9)         |
| 1909/10 | VBB, 1. Klasse                                      | 04 0(9)         |
| 1910/11 | VBB, 1. Klasse                                      | 04 0(9)         |
| 1911/12 | VBB, 1. Klasse – Staffel B                          | 02 (10)         |
| 1912/13 | VBB-Verbandsliga                                    | 03 (10)         |
| 1913/14 | VBB-Verbandsliga                                    | 02 (10)         |
| 1914/15 | VBB-Verbandsliga                                    | 01 (10)         |
| 1915/16 | VBB-Verbandsliga                                    | 02 (10)         |
| 1916/17 | VBB-Verbandsliga                                    | 01 (10)         |
| 1917/182 | VBB-Verbandsliga                                    | 01 (18)         |
| 1918/192,3 | VBB-Verbandsliga                                    | 18 (18)         |
| 1919/20 | VBB-Verbandsliga, Nordkreis                         | 04 0(6)         |
| 1920/21 | VBB-Verbandsliga, Nordkreis VBB-Oberliga, Staffel B | 02 0(7) 04 0(6) |
| 1921/22 | VBB-Oberliga, Staffel B                             | 07 (10)         |
| 1922/23 | VBB-Oberliga, Staffel B                             | 05 (10)         |
| 1Hertha wurden alle Punkte wegen Einsetzens nicht berechtigter Spieler aberkannt und den Gegnern zugesprochen; 2Die Saison wurde wegen Erreichens der Sommerpause abgebrochen; 3Hertha wurde nach der Hinrunde wegen Zahlung von Handgeldern disqualifiziert |                                                     |                 |

Zur Saison 1901/02 wurde der BFC Hertha aufgenommen und in die 1. Klasse und somit höchste Liga eingestuft. Die Herthaner schlossen die Runde als Zweiter ihrer Staffel hinter dem späteren Meister BTuFC Viktoria ab. Schon in der nächsten Saison 1902/03 folgte ein schwerer Rückschlag für die Blau-Weißen, da sie wegen Einsetzens nicht berechtigter Spieler alle Punkte aberkannt bekamen und auf den letzten Platz zurückgestuft wurden.
Im Jahr 1905 folgte dann der Umzug auf den Schebera-Platz. Der Gastwirt Schebera hatte diesen 1900 in Berlin-Gesundbrunnen an der nahegelegenen Bellermannstraße (Ecke Behmstraße) ursprünglich für den BFC Rapide 1893 angelegt. Doch da Rapide nicht über die finanziellen Mittel verfügte, schloss die Hertha mit Schebera einen Nutzungsvertrag. Auf dem Schebera-Platz erwarb sich Hertha bald einen treuen Zuschauerstamm und die Pacht wurde aus den erhöhten Mitgliedsbeiträgen, die im Monat 50 Pfennig betrugen, bezahlt. Hier gewann Hertha 92 im Jahr 1906 die erste Berliner Meisterschaft. In der folgenden Endrunde um die deutsche Meisterschaft scheiterte Hertha im Halbfinale am späteren Deutschen Meister VfB Leipzig.
Nach Streitigkeiten mit Schebera zogen die Herthaner zwischenzeitlich für zwei Jahre nach Reinickendorf und trugen ihre Heimspiele auf dem Concordia-Sportplatz aus.
1910 gewann die Mannschaft ein Freundschaftsspiel gegen Southend United, ein legendärer Sieg, da Hertha 92 als erste Fußballmannschaft des Kontinents ein aus englischen Halbprofis bestehendes Team bezwungen hatte.
Fast unbeeindruckt vom Kriegsgeschehen folgten in den Jahren 1915, 1917 und 1918 drei weitere Berliner Meisterschaften, bevor 1918/19 ein erneuter Skandal für einen Rückschlag sorgte. Man hatte einigen Spielern unerlaubt Handgeld gezahlt und wurde nach der Hinrunde disqualifiziert. In der folgenden Saison durften die Mannen vom Gesundbrunnen aber wieder am Ligabetrieb teilnehmen.
Als 1920/21 die VBB-Oberliga gegründet wurde, war man als Zweiter der VBB-Verbandsliga, Nordkreis qualifiziert.

### 1923–1933: DasBSC, die Plumpe und die goldenen Jahre
| Saison                            | Liga                    | Platz (von) |
| --------------------------------- | ----------------------- | ----------- |
| 1923/24                           | VBB-Oberliga, Staffel B | 2 (10)      |
| 1924/25                           | VBB-Oberliga, Staffel A | 1 (10)      |
| 1925/26                           | VBB-Oberliga, Staffel A | 1 (10)      |
| 1926/27                           | VBB-Oberliga, Staffel A | 1 (11)      |
| 1927/28                           | VBB-Oberliga, Staffel A | 1 (10)      |
| 1928/29                           | VBB-Oberliga, Staffel A | 1 (10)      |
| 1929/30                           | VBB-Oberliga, Staffel A | 1 (10)      |
| 1930/31                           | VBB-Oberliga, Staffel A | 1 (10)      |
| 1931/32                           | VBB-Oberliga, Staffel A | 2 (10)      |
| 1932/33                           | VBB-Oberliga, Staffel B | 1 (10)      |
| gold unterlegt: Deutscher Meister |                         |             |

Der deutsche Meisterschaftspokal, die Victoria, ging 1930 und 1931 nach Berlin.

Nach wiederkehrenden finanziellen Streitigkeiten mit Gastwirt Schebera schloss sich die sportlich starke Hertha am 7. August 1923 mit dem finanzkräftigen Berliner Sport-Club zusammen. Seitdem trägt der Verein den Namen Hertha BSC. Gemeinsam erwarb man auf der dem Schebera-Platz gegenüberliegenden Straßenseite eine frühere Eisbahn, die als Athletikplatz genutzt wurde. Kurz darauf begann auf dem Gelände der Bau des neuen Stadions am Gesundbrunnen, das am 9. Februar 1924 mit einem Ligaspiel gegen den VfB Pankow eingeweiht wurde. Berühmt wurde das Stadion unter dem Spitznamen „Plumpe“, eine im Berliner Volksmund verwendete Bezeichnung für Wasserpumpen im Allgemeinen und Gesundbrunnen im Speziellen.
Finanziell gestärkt und mit der „Plumpe“ als Spielstätte stieg Hertha in den folgenden Jahren zu einer der stärksten Mannschaften des Deutschen Reichs auf. Zwischen 1926 und 1931 erreichte man sechsmal in Folge das Endspiel um die deutsche Meisterschaft. Allerdings konnten nur zwei Meisterschaften errungen werden; die ersten vier Endspiele gingen allesamt verloren:
| - 1926 – 1:4 gegen die SpVgg Fürth (Frankfurt am Main, Stadion am Riederwald) - 1927 – 0:2 gegen den 1. FC Nürnberg (Berlin, Deutsches Stadion) - 1928 – 2:5 gegen den Hamburger SV (Altona, Altonaer Stadion) - 1929 – 2:3 gegen die SpVgg Fürth (Nürnberg, Stadion am Zabo) |

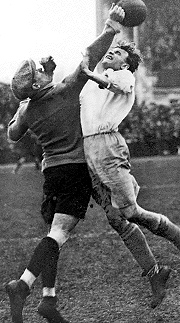
Hanne Sobek (rechts)

Nach vier gescheiterten Versuchen bescherte der 22. Juni 1930 der Hertha endlich die erste deutsche Meisterschaft. Danach sah es vor 40.000 Zuschauern im Düsseldorfer Rheinstadion zunächst nicht aus; Endspielgegner Holstein Kiel führte bereits nach acht Minuten mit 2:0. Doch in einem packenden Spiel erzielte Hertha BSC bis zur Pause den 3:3-Ausgleich und drei Minuten vor dem Ende den 5:4-Siegtreffer.
In einer Zeit, in der Düsseldorf noch weit weg war und der Großteil der Berliner nicht die Möglichkeit hatte, den Spielverlauf an einem Rundfunkgerät zu verfolgen, sprach sich der Erfolg nur sehr langsam herum. Erst am nächsten Tag stürmten mehrere Berliner die Straßen und schwenkten blau-weiße Fahnen. Beim triumphalen Empfang der Spieler kam der Verkehr um den Bahnhof Friedrichstraße dann zum Erliegen.
| Endspiel um die deutsche Meisterschaft 1929/30 | Endspiel um die deutsche Meisterschaft 1929/30 | Endspiel um die deutsche Meisterschaft 1929/30 |
| Hertha BSC – Holstein Kiel 5:4 (3:3)           | Hertha BSC – Holstein Kiel 5:4 (3:3) | Hertha BSC – Holstein Kiel 5:4 (3:3)           |
| ---------------------------------------------- | --- | ---------------------------------------------- |
| Austragungsort                                 | Rheinstadion, Düsseldorf, 22. Juni 1930, 40.000 Zuschauer |                                                |
| Hertha BSC                                     | Paul Gehlhaar – Willi Völker, Rudolf Wilhelm – Otto Leuschner, Ernst Müller, Herbert Radecke – Hans Ruch, Johannes Sobek, Bruno Lehmann, Willi Kirsei, Hermann Hahn                                  |                                                |
| Holstein Kiel                                  | Alfred Kramer, Theodor Lagerquist, Josef Zimmermann, Christian Baasch, Oskar Ohm, Waldemar Lübke, Kurt Voß, Oskar Ritter, Johannes Ludwig, Werner Widmayer, Franz Esser                              |                                                |
| Tore                                           | 0:1 Werner Widmayer (4.), 0:2 Oskar Ritter (8.), 1:2 und 2:2 Johannes Sobek (22., 26.), 2:3 Johannes Ludwig (29.), 3:3 und 4:3 Bruno Lehmann (36., 68.), 4:4 Oskar Ritter (82.), 5:4 Hans Ruch (87.) |                                                |
| Schiedsrichter                                 | Guyenz (Essen) |                                                |

Unmittelbar nach der ersten deutschen Meisterschaft erfolgte die seit 1929 angestrebte Trennung vom Berliner SC. Nachdem eine Abfindung von 73.000 Reichsmark gezahlt worden war, konnte Hertha den Sportplatz und das durch vier Endspielteilnahmen in Folge inzwischen bekannt gewordene „BSC“ behalten.
Nicht weniger dramatisch verlief das Endspiel ein Jahr später, am 14. Juni 1931, im Müngersdorfer Stadion zu Köln. Vor 50.000 Zuschauern lagen die Berliner gegen 1860 München bis zur 75. Minute 1:2 zurück, ehe Hertha-Legende Hanne Sobek (1900–1989), der seine Mannschaft bereits im Vorjahr ins Spiel zurückgebracht hatte, die Begegnung drehte. Mit seinen Treffern zum 1:1- und 2:2-Ausgleich hatte er maßgeblichen Anteil an der zweiten deutschen Meisterschaft, die Kirsei eine Minute vor Schluss mit dem Tor zum 3:2 perfekt machte.
| Endspiel um die deutsche Meisterschaft 1930/31 | Endspiel um die deutsche Meisterschaft 1930/31 | Endspiel um die deutsche Meisterschaft 1930/31 |
| Hertha BSC – TSV 1860 München 3:2 (1:2)        | Hertha BSC – TSV 1860 München 3:2 (1:2) | Hertha BSC – TSV 1860 München 3:2 (1:2)        |
| ---------------------------------------------- | --- | ---------------------------------------------- |
| Austragungsort                                 | Müngersdorfer Stadion, Köln, 14. Juni 1931, 50.000 Zuschauer |                                                |
| Hertha BSC                                     | Paul Gehlhaar – Willi Völker, Rudolf Wilhelm – Hans Appel, Ernst Müller, Alfred Stahr – Hans Ruch, Johannes Sobek, Bruno Lehmann, Willi Kirsei, Hermann Hahn           |                                                |
| TSV 1860 München                               | Alwin Riemke – Max Schäfer, Josef Wendl, Ludwig Stock, Alois Pledl, Fritz Eiberle, Ludwig Stiglbauer, Ludwig Lachner, Anton Huber, Otto Oeldenberger, Gustav Thalmeier |                                                |
| Tore                                           | 0:1 Oeldenberger (24.), 1:1 Johannes Sobek (44.), 1:2 Ludwig Lachner (45.), 2:2 Johannes Sobek (75.), 3:2 Willi Kirsei (89.)                                           |                                                |
| Schiedsrichter                                 | Fissenewerth (Mönchengladbach) |                                                |

Die Jahre 1926 bis 1931 waren die erfolgreichsten in Herthas Vereinsgeschichte. Nie wieder hat der Verein danach ein Endspiel um die deutsche Meisterschaft erreichen können.

### 1933–1945: Hertha BSC im „Dritten Reich“
| Saison                                                                                           | Liga                          | Platz (von) |
| ------------------------------------------------------------------------------------------------ | ----------------------------- | ----------- |
| 1933/34                                                                                          | Gauliga Berlin-Brandenburg    | 2 (12)      |
| 1934/35                                                                                          | Gauliga Berlin-Brandenburg    | 1 (11)      |
| 1935/36                                                                                          | Gauliga Berlin-Brandenburg    | 3 (10)      |
| 1936/37                                                                                          | Gauliga Berlin-Brandenburg    | 1 (10)      |
| 1937/38                                                                                          | Gauliga Berlin-Brandenburg    | 2 (10)      |
| 1938/39                                                                                          | Gauliga Berlin-Brandenburg    | 2 (10)      |
| 1939/40                                                                                          | Kriegsmeisterschaft, Abtlg. A | 5 0(6)      |
| 1940/41                                                                                          | Gauliga Berlin-Brandenburg    | 2 (12)      |
| 1941/42                                                                                          | Gauliga Berlin-Brandenburg    | 3 (10)      |
| 1942/43                                                                                          | Gauliga Berlin-Brandenburg    | 3 (10)      |
| 1943/44                                                                                          | Gauliga Berlin-Brandenburg    | 1 (10)      |
| 1944/451                                                                                         | Gauliga Berlin-Brandenburg    | 8 (11)      |
| 1Aufgrund des näherrückenden Kriegsgeschehens wurde die Meisterschaft im April 1945 abgebrochen. |                               |             |

Nach der Machtergreifung durch die NSDAP wurde Hans Pfeiffer neuer Präsident, der Verein gleichgeschaltet. Welchem Gedankengut Pfeiffer anhing, kann man der Vereinschronik von Hertha BSC entnehmen, die folgende Sätze enthält, die er seinerzeit in der Vereinszeitung zum Besten gab:

„Das unfruchtbare parlamentarische System im Klubleben hat endgültig aufgehört zu existieren … Die früheren Vereinssitzungen finden nicht mehr statt. Sie dienten dem Fortschritt nur selten.“

In Kenntnis dieser Zeilen beauftragte Bernd Schiphorst, Hertha-Präsident von 2000 bis 2008, im Jahre 2006 Daniel Koerfer, Zeithistoriker an der Freien Universität Berlin, damit, das Verhalten des Vereins im Nationalsozialismus und in der unmittelbaren Nachkriegszeit zu untersuchen. Vorgaben von Vereinsseite wurden keine gemacht, mit einer einzigen Ausnahme. Koerfer sollte die Kernfrage so umfassend wie möglich beantworten: Wie stark hat sich Hertha BSC auf das NS-Regime eingelassen? Bei der Suche nach Antworten auf diese Schlüsselfrage stützte sich Koerfer auf eine relativ dichte Quellenbasis und Zeitzeugenbefragungen wie etwa von Heinz Tamm, dem letzten noch lebenden Hertha-Spieler der Kriegszeit. Die rund 500 Spieler, Funktionäre und Anhänger des damals noch im Berliner Arbeiterbezirk Wedding beheimateten Fußballklubs empfanden sich, so Koerfer, seit der Vereinsgründung 1892 und auch im Untersuchungszeitraum selbst als Teil einer Sportfamilie, die, von kleinen Kaufleuten finanziell unterstützt, durch einen ausgeprägten Kameradschaftsgeist verbunden und zusammengehalten wurde. Schlüsselfigur auch im Dritten Reich war Wilhelm Wernicke, Hertha-Vorsitzender von 1908 bis 1933. Er entstammte dem sozialdemokratischen Milieu des „roten Wedding“ und durfte während der „braunen Jahre“ lediglich im Hintergrund agieren. Dabei gelang es ihm dennoch, auch ohne offizielle Funktion, den Verein zusammenzuhalten. Wernicke war es, der im Zweiten Weltkrieg Briefkontakt zu den rund 300 Hertha-Spielern hielt, die als Soldaten vor allem an der Ostfront eingesetzt wurden und der ihnen, unterstützt von seiner Frau Martha und der Reichspost – sie eröffnete eigens am Gesundbrunnen eine eigene Poststelle für diese Sendungen – zusammen mit seinen Informationsbriefen jede Woche ein Exemplar der „Fussball-Woche“ an die Front schickte. Wernickes hervorragenden kommunalpolitischen Kontakten war es auch zu verdanken, dass der 1945 durch die Besatzungsmächte verbotene Verein 1949 mit Hilfe von Ernst Reuter und Louise Schroeder wiedergegründet werden konnte und das traditionelle Hertha-Stadion am Gesundbrunnen zurückübereignet erhielt, das im Volksmund nur „die Plumpe“ hieß. In diesem nahe an der Sektorengrenze zum sowjetischen Sektor gelegenen Stadion, das mit 80.000 Menschen überfüllt war, hielt Bürgermeister Ernst Reuter, ein enger Parteifreund von Wernicke, am 24. Juni 1948 eine seiner Reden für die Verteidigung der Freiheit Berlins.
In der Studie zeigt sich aber auch, dass Hertha BSC nicht ohne opportunistische Anpassungen durch die braunen Jahre kam. Es gab durchaus Schnittmengen zwischen dem Regime und den Vereinsangehörigen. Beispielsweise traf die vom NS-Regime gepflegte Idee der „Volksgemeinschaft“ wegen ihrer klassenübergreifenden Ausrichtung in der aus Arbeitern und Kleinbürgern bestehenden Hertha-Gemeinde, wie vielfach andernorts auch, durchaus auf Zustimmung. So zeigt der Verein Hertha BSC im Kleinen, was für die deutsche Gesellschaft insgesamt galt. Dass ab 1933 die „Vereinsführer“ jeweils über ein braunes Parteibuch verfügten, darf daher auch nicht überraschen. Bezeichnend ist in diesem Kontext aber wohl das vielschichtige Verhalten des einzigen bis heute bekannten und populären Hertha-Spielers aus der Meisterelf von 1930 und 1931, Johannes „Hanne“ Sobek. Er sicherte sich abseits des Fußballplatzes als Rundfunkreporter eine berufliche Perspektive und wurde, als es zur Fortsetzung seiner Radiokarriere unvermeidlich schien, auch Parteigenosse. Nebenher pflegte er jedoch weiterhin Bekanntschaften nicht nur mit dem von den Nationalsozialisten verfemten Dichter Joachim Ringelnatz, einem Hertha-Mitglied, sondern auch mit Herthanern jüdischen Glaubens, was ihm mehrfach politische Schwierigkeiten einbrachte. Auch den NS-Schulungskursen durch einen „Alten Kämpfer“ der NSDAP im Verein wussten Sobek und die allermeisten seiner Mitspieler wenig abzugewinnen und sie stellten sie bald ins Abseits.
Eine ideologische Kompromittierung in Bezug auf Antisemitismus gab es in dem kleinbürgerlich-proletarischen Vereinsmilieu nicht, auch wenn, wie Koerfer im Zuge seiner mehrjährigen Recherchen herausfand, Hermann Horwitz, bis 1935 der jüdische Mannschaftsarzt des Vereins, im Frühjahr 1943 nach Auschwitz deportiert und dort ermordet wurde, ohne dass von Vereinsseite interveniert worden wäre – daran erinnert seit dem 23. April 2013 ein Stolperstein in Wilmersdorf. Aber es ist bezeichnend, dass die Hertha-Vereinsnachrichten, die wichtigste Quelle in diesem Kontext, keine einzige Stelle enthalten, mit deren Hilfe antisemitische Einstellungen belegt und NS-Hetzparolen abgeleitet werden können. „Hertha war kein Nazi-Klub“ – dieses Urteil fällte der spätere niederländische Nationalspieler Abraham „Bram“ Leonardus Appel, der als Zwangsarbeiter 1942 nach Berlin verschleppt worden war und den Nazis ablehnend gegenüberstand. Appel spielte während der letzten drei Kriegsjahre als „Wunderstürmer“ für Hertha, was seine Lebensumstände als Zwangsarbeiter etwas verbesserte – und er lobte noch 1988 in seinem letzten großen Interview in Holland den kameradschaftlichen Geist, der in jenen Jahren im Verein geherrscht habe und in dem kein Unterschied hinsichtlich der nationalen Zugehörigkeit der Spieler gemacht worden sei.
Das umfangreiche Gutachten für Bernd Schiphorst und den Verein erschien 2009 als Buch unter dem Titel Hertha unter dem Hakenkreuz – ein Berliner Fussballclub im Dritten Reich im Göttinger Werkstatt Verlag.
Der jüdische Hertha-Fan Ejias Kaszke wurde 1938 aus dem Verein ausgeschlossen. Zwei Jahre später starb er im KZ Sachsenhausen. Seine Urne ruht auf dem Jüdischen Friedhof in Berlin-Weißensee. Die von Fans rekonstruierte Biografie von Eljas Kaszke wurde im Januar 2020 veröffentlicht.

### 1945–1963: Nachkriegszeit – Oberliga Berlin
| Saison                                                                 | Liga                     | Platz (von) |
| ---------------------------------------------------------------------- | ------------------------ | ----------- |
| 1945/461                                                               | Stadtliga, Staffel C     | 07 0(9)     |
| 1946/471                                                               | 1. Ligaklasse, Staffel C | 02 (11)     |
| 1947/481                                                               | 1. Ligaklasse, Staffel A | 09 (11)     |
| 1948/491                                                               | 1. Ligaklasse, Staffel C | 01 (11)     |
| 1949/50                                                                | Stadtliga Berlin         | 10 (12)     |
| 1950/51                                                                | Stadtliga Berlin         | 03 (15)     |
| 1951/52                                                                | Stadtliga Berlin         | 04 (14)     |
| 1952/53                                                                | Stadtliga Berlin         | 13 (13)     |
| 1953/54                                                                | Amateurliga Berlin       | 01 (15)     |
| 1954/55                                                                | Vertragsliga Berlin      | 07 (12)     |
| 1955/56                                                                | Vertragsliga Berlin      | 10 (12)     |
| 1956/57                                                                | Vertragsliga Berlin      | 01 (12)     |
| 1957/58                                                                | Vertragsliga Berlin      | 06 (12)     |
| 1958/59                                                                | Vertragsliga Berlin      | 03 (12)     |
| 1959/60                                                                | Vertragsliga Berlin      | 02 (11)     |
| 1960/61                                                                | Vertragsliga Berlin      | 01 (10)     |
| 1961/62                                                                | Vertragsliga Berlin      | 02 (10)     |
| 1962/63                                                                | Vertragsliga Berlin      | 01 (10)     |
| 1Als SG Gesundbrunnen grün unterlegt: Aufstieg; rot unterlegt: Abstieg |                          |             |

Nach dem Zweiten Weltkrieg wurden von den Alliierten alle deutschen Vereine, so auch Hertha BSC, aufgelöst. In Berlin trat für einige Jahre der Kommunalsport an die Stelle der herkömmlichen Verbands- und Vereinsstrukturen. In allen vier Berliner Sektoren wurden insgesamt 45 sogenannte „Stadtbezirksmannschaften“ gebildet. Hertha BSC gab es unter dem angestammten Namen nicht mehr, die Spieler traten nun unter anderem mit den Spielern der SV Norden-Nordwest unter der Bezeichnung „SG Gesundbrunnen“ an, benannt nach dem Berliner Ortsteil im Abschnitt Nord. Ab dem 1. August 1949 durfte die „SG Gesundbrunnen“ dann endlich wieder offiziell den in Berlin beliebten traditionellen Namen „Hertha BSC“ tragen, nachdem bereits im April 1949 die Mitglieder mit 113:7 Stimmen für den alten Namen Hertha BSC und gegen den Namen Hertha NNW votiert hatten.
An einen geordneten Spielbetrieb war zunächst nicht zu denken. Viele Vereine hatten Spieler verloren und so manche Spielstätte – wie die Berliner Plumpe – lag in Trümmern. Dennoch wurde bereits 1946 in einigen Regionen Deutschlands der Spielbetrieb wiederaufgenommen. Auch die beliebte Sportstätte der Hertha-Anhänger wurde nach Kriegsende wiederaufgebaut und so begann bereits im Juni 1946 erneut der Spielbetrieb an der Plumpe.
Währenddessen wurden in Berlin, im Süden und Südwesten Deutschlands die Oberligen (nicht zu verwechseln mit der heutigen Amateur-Oberliga) gegründet, die nun in den einzelnen Regionen die höchste deutsche Spielklasse des Fußballs darstellten. Bis 1949 wurden sie auch in allen anderen Teilen des DFB-Bereichs sowie in der DDR eingeführt. Die SG Gesundbrunnen war 1949 mit Trainer Alfred Stahr aufgestiegen, somit gehörte Hertha BSC ab der Saison 1949/50 zu den Teilnehmern der Stadtliga Berlin. Als ab der anschließenden Spielzeit das Vertragsspielerstatut auch in dieser Liga galt und die Ost-Berliner Vereine in den Spielbetrieb des DDR-Fußballs wechselten, wurde sie in Vertragsliga Berlin umbenannt.
Hertha BSC schien bereits 1950/51 – nach dem Zugang von elf Spielern des aufgelösten DDR-Vizemeisters SG Dresden-Friedrichstadt, darunter Helmut Schön als Spielertrainer – an bessere Zeiten anzuknüpfen. Tatsächlich wurde in dem Jahr der 3. Platz erreicht, doch die meisten Dresdner Spieler wanderten bald weiter und 1953 erfolgte Herthas Abstieg in die zweitklassige Amateurliga Berlin. In der folgenden Saison schaffte man allerdings den sofortigen Wiederaufstieg. Eine große Rolle blieb Hertha BSC unter den verbliebenen Berliner Vereinen vorerst verwehrt, bis 1957 die erste Stadtligameisterschaft gewonnen wurde. In den folgenden Spielen um die Meisterschaft des DFB konnten sich die Berliner allerdings nicht durchsetzen.
Ab Anfang der 1960er Jahre kristallisierten sich aus der Vertragsliga drei dominierende Berliner Mannschaften heraus: Tennis Borussia, Tasmania 1900 und Hertha BSC. Drei Jahre vor Einführung der Bundesliga kämpften sie im Westteil der heutigen Bundeshauptstadt um die Vorherrschaft und insbesondere auch um die Aufnahme in die noch zu gründende höchste deutsche Spielklasse. Die letzte ausgespielte (West-)Berliner Meisterschaft sicherte sich Hertha BSC.

### 1963–1969: Start in die Bundesliga und Zwangsabstieg
| Saison                                           | Liga                | Platz (von) |
| ------------------------------------------------ | ------------------- | ----------- |
| 1963/64                                          | Bundesliga          | 14 (16)     |
| 1964/65                                          | Bundesliga          | 14 (16)     |
| 1965/66                                          | Regionalliga Berlin | 01 (16)     |
| 1966/67                                          | Regionalliga Berlin | 01 (16)     |
| 1967/68                                          | Regionalliga Berlin | 01 (16)     |
| 1968/69                                          | Bundesliga          | 14 (18)     |
| grün unterlegt: Aufstieg; rot unterlegt: Abstieg |                     |             |

Am 24. August 1963, dem ersten Spieltag der neu gegründeten Bundesliga, wurde im Berliner Olympiastadion um 17 Uhr eines von acht Bundesligaspielen angepfiffen. Die „Plumpe“ erfüllte nicht die notwendigen Voraussetzungen für die Bundesliga, so dass Hertha BSC zum Auftakt gegen den 1. FC Nürnberg vor 60.000 Zuschauern im Olympiastadion antrat. Unter den beteiligten Akteuren auf Berliner Seite war auch Otto Rehhagel. Am Ende erreichte Hertha bei der Premiere durch einen verwandelten Handelfmeter ein 1:1.
Die erste Bundesligasaison beendeten die Berliner auf dem drittletzten Platz – einen Punkt vor dem Absteiger Preußen Münster, dem man am letzten Spieltag noch unterlag. Hertha-Funktionär Wolfgang Holst hatte, wie sich Jahre später herausstellte, den Spieler Alfons Stemmer von 1860 München vor dem vorletzten Saisonspiel mit 15.000 DM bestochen, um das entscheidende Spiel gegen den Abstieg günstig zu beeinflussen. Auch 1965 konnte sich die Hertha auf dem gleichen Rang vor dem sportlichen Abstieg retten, wurde aber nach dem Ende der Meisterschaft vom DFB-Sportgericht aufgrund schwerer Verstöße gegen die Statuten vom DFB in die Regionalliga zurückgestuft: „Der DFB sah sich vor allem getäuscht bei entscheidenden Buchprüfungen, bei denen Schuldbeträge (...) verschwiegen wurden (...) Kein Wort über verbotene Ablösesummen und verbotene Handgelder. Dieser gefährliche Zündstoff wurde nicht angerührt, von keiner Seite.“ Hertha BSC hatte einige Spieler mit „Handgeldern“ angelockt, was damals verboten war. Der Zwangsabstieg, der zweite des Vereins nach der Saison 1918/19, löste Diskussionen und schließlich ein Umdenken beim DFB bezüglich seiner Statuten aus.
Die nächsten drei Spielzeiten bestritten die Herthaner in der Stadtliga Berlin (Regionalliga), die sie dominierten. Die erste Saison wurde mit 58:2, die zweite mit 57:3 und die letzte Saison 1968 mit 55:5 Punkten abgeschlossen. Drei Jahre nach dem Zwangsabstieg kehrte Hertha BSC wieder in Deutschlands Elite-Klasse zurück. Dort konnte man am Ende der Saison 1968/69 mit Platz 14 die Klasse halten.

### 1970er Jahre: Große Erfolge und erneuter Skandal
| Saison  | Liga       | Platz (von) |
| ------- | ---------- | ----------- |
| 1969/70 | Bundesliga | 03 (18)     |
| 1970/71 | Bundesliga | 03 (18)     |
| 1971/72 | Bundesliga | 06 (18)     |
| 1972/73 | Bundesliga | 13 (18)     |
| 1973/74 | Bundesliga | 08 (18)     |
| 1974/75 | Bundesliga | 02 (18)     |
| 1975/76 | Bundesliga | 11 (18)     |
| 1976/77 | Bundesliga | 10 (18)     |
| 1977/78 | Bundesliga | 03 (18)     |
| 1978/79 | Bundesliga | 14 (18)     |

Anfang der 1970er Jahre konnte sich die Hertha in der Bundesliga etablieren. Die Saisons 1969/70 und 1970/71 beendeten die Berliner auf dem dritten Platz. Am 18. April 1970 gelang gegen Borussia Dortmund – immerhin mit Platz 5 direkter Tabellennachbar – ein 9:1-Sieg, der noch immer der höchste einer Hertha-Mannschaft in der Bundesliga-Geschichte ist. Im UEFA-Pokal scheiterte man erst im Viertelfinale an Inter Mailand.

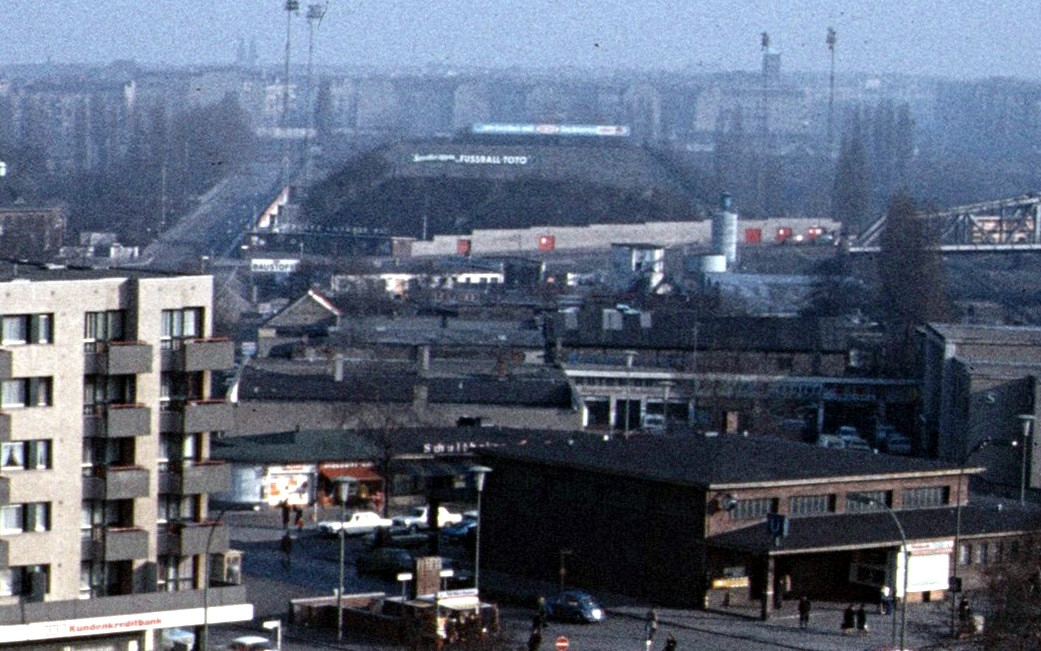
Die „Plumpe“ 1974 kurz vor ihrem Abriss

Im Rahmen des Bundesligaskandals 1971 kam es auch zu Strafen für einige Spieler und Funktionäre von Hertha BSC. Zur Verhandlung stand die 0:1-Heimniederlage gegen Arminia Bielefeld. Die Bielefelder boten den Hertha-Spielern für einen Sieg 250.000 DM und diese nahmen einen von den Arminen bereitgestellten Koffer mit dem Geld entgegen. Die aus der Verurteilung resultierenden finanziellen Folgen waren schwerwiegend. Zur Entschuldung wurde die „Plumpe“ an eine Berliner Wohnungsbaugesellschaft verkauft, die auf dem Gelände Wohnhäuser errichten wollte. 1974 wurde die langjährige Hertha-Heimat abgerissen. An der Bellermannstraße 64–70 und vor der Behmstraße 42 erinnern heute nur noch Skulpturen an die frühere Sportstätte.
1975 erreichte man mit der Vizemeisterschaft den bislang größten Erfolg des Vereins in der Bundesliga. 1978 wurde man nochmals Dritter.
Gegen Ende der 1970er Jahre machte Hertha in den nationalen und internationalen Pokalwettbewerben auf sich aufmerksam. Am 30. Mai 1977 wurde das Wiederholungs-Endspiel im DFB-Pokal 1976/77 gegen den 1. FC Köln mit 0:1 verloren, nachdem zwei Tage zuvor beim 1:1 n. V. kein Sieger hatte ermittelt werden können. Zwei Jahre später unterlag man auch im Pokalendspiel 1979 gegen Fortuna Düsseldorf nach Verlängerung mit 0:1.
Im UEFA-Pokal zog Hertha BSC 1979 erst im Halbfinale gegen Roter Stern Belgrad mit 0:1 und 2:1 aufgrund der Auswärtstorregelung den Kürzeren. Es war der vorerst letzte internationale Auftritt der Berliner für 20 Jahre.
In der Bundesliga rutschte man 1978/79 ins Mittelmaß ab und fand sich zum Ende der Saison gar auf dem 14. Tabellenplatz wieder.
Am 29. November 1979 wurde der Funktionär und Mitbegründer des heute ältesten Fan-Clubs von Hertha BSC, Wolfgang Holst, Präsident des Vereins. Er blieb bis zum 25. November 1985 im Amt.

### 1980er Jahre: Abstieg in die Drittklassigkeit
| Saison                                           | Liga                    | Platz (von) |
| ------------------------------------------------ | ----------------------- | ----------- |
| 1979/80                                          | Bundesliga              | 16 (18)     |
| 1980/81                                          | 2. Bundesliga Nord      | 03 (22)     |
| 1981/82                                          | 2. Bundesliga           | 02 (20)     |
| 1982/83                                          | Bundesliga              | 18 (18)     |
| 1983/84                                          | 2. Bundesliga           | 11 (20)     |
| 1984/85                                          | 2. Bundesliga           | 14 (18)     |
| 1985/86                                          | 2. Bundesliga           | 17 (20)     |
| 1986/87                                          | Amateur-Oberliga Berlin | 01 (16)     |
| 1987/88                                          | Amateur-Oberliga Berlin | 01 (16)     |
| 1988/89                                          | 2. Bundesliga           | 13 (20)     |
| grün unterlegt: Aufstieg; rot unterlegt: Abstieg |                         |             |

Der sportliche Niedergang erreichte im Mai 1980 seinen Höhepunkt: Punktgleich mit Bayer 05 Uerdingen beendeten die Berliner die Saison, mussten aber aufgrund zweier fehlender Tore (41:61 gegenüber Uerdingen mit 43:61) den Gang in die 2. Liga antreten. Nach zwei Jahren Zweite Liga und dem Wiederaufstieg in die Bundesliga schlossen die Berliner dort die Saison 1982/83 mit dem letzten Tabellenplatz ab und wurden wieder zweitklassig. Nach drei weiteren Spielzeiten folgte am 8. Mai 1986 nach einem 0:2 bei Alemannia Aachen der Abstieg in die Amateur-Oberliga. Als Amateurmannschaft bestritt die Hertha ihre Heimspiele – bis auf wenige Ausnahmen – im stark sanierungsbedürftigen Poststadion. Im Durchschnitt besuchten 2.000 Zuschauer die Spiele. Das Spitzenspiel gegen Türkiyemspor Berlin 1987/88 lockte 12.000 Zuschauer ins Stadion.
In der Saison 1986/87 wurde Hertha BSC zwar souverän Meister der Oberliga Berlin, scheiterte aber in den Aufstiegsspielen. Ein Jahr später, am 19. Juni 1988, feierten die Berliner die Rückkehr in die 2. Bundesliga, in der sie 1989 mit Erreichen des 13. Platzes die Klasse sicherten.

### 1990er Jahre: Rückkehr in die Bundesliga
| Saison                                           | Liga               | Platz (von) |
| ------------------------------------------------ | ------------------ | ----------- |
| 1989/90                                          | 2. Bundesliga      | 01 (20)     |
| 1990/91                                          | Bundesliga         | 18 (18)     |
| 1991/92                                          | 2. Bundesliga Nord | 03 (12)     |
| 1992/93                                          | 2. Bundesliga      | 05 (24)     |
| 1993/94                                          | 2. Bundesliga      | 11 (20)     |
| 1994/95                                          | 2. Bundesliga      | 11 (18)     |
| 1995/96                                          | 2. Bundesliga      | 14 (18)     |
| 1996/97                                          | 2. Bundesliga      | 03 (18)     |
| 1997/98                                          | Bundesliga         | 11 (18)     |
| 1998/99                                          | Bundesliga         | 03 (18)     |
| 1999/2000                                        | Bundesliga         | 06 (18)     |
| grün unterlegt: Aufstieg; rot unterlegt: Abstieg |                    |             |

Bereits zwei Jahre nach dem Aufstieg in die Zweite Liga gelang 1990 der Sprung in die höchste deutsche Spielklasse. Der Euphorie folgte aber bald die Ernüchterung, denn auch „Feuerwehrmann“ Peter Neururer konnte den erneuten Abstieg nicht verhindern. Von 1991 bis 1997 spielte Hertha BSC als „graue Maus“ in der Zweiten Liga bei einem Zuschauerschnitt von anfangs 3.000 Unentwegten, die im für damalige Verhältnisse viel zu großen Olympiastadion für eine trostlose Kulisse sorgten.
Dagegen sorgte die Amateurmannschaft des Vereins für Furore. Den „Hertha-Bubis“ gelang 1992/93 eine der größten Überraschungen in der Geschichte des DFB-Pokals. Nachdem die Berliner im Laufe des Wettbewerbes klar favorisierte Mannschaften wie Hannover 96, den 1. FC Nürnberg und den Chemnitzer FC ausgeschaltet hatten, erreichten sie das Endspiel im Berliner Olympiastadion. Gegen Bayer 04 Leverkusen unterlagen die Amateure nach einem Treffer von Ulf Kirsten nur knapp mit 0:1. Später bekannt gewordene Spieler der Mannschaft waren Carsten Ramelow und Christian Fiedler.
Anfang 1996 wurde die erste Mannschaft von Jürgen Röber übernommen und von diesem nur knapp vor dem Abstieg in die Drittklassigkeit bewahrt. Auf Betreiben des Sponsors UFA und der Initialzündung von Bernd Schiphorst, des späteren Präsidenten (2000–2008), wurde ein Wirtschaftsrat etabliert, dem neben Schiphorst unter anderem Peter Boenisch, Klaus Herlitz, Rupert Scholz und der ehemalige Hertha-Präsident Heinz Warneke angehörten. Der Wirtschaftsrat sorgte fortan gemeinsam mit dem im März 1997 verpflichteten Manager Dieter Hoeneß für Kontinuität und Seriosität. In der Saison 1996/97 stieg Hertha unter Trainer Röber als Tabellendritter wieder in die Bundesliga auf. In den Jahren 1993 bis 1997 konnte Hertha BSC auch einen stetigen Anstieg der Zuschauerzahlen verbuchen.
Den denkwürdigen Höhepunkt stellte am 7. April 1997 das Heimspiel gegen den Aufstiegskonkurrenten 1. FC Kaiserslautern (2:0) dar, bei dem mit 75.000 Zuschauern ein Zuschauerrekord für die eingleisige 2. Bundesliga aufgestellt wurde. Beide Mannschaften waren nach dieser Spielzeit wieder erstklassig.

### 2000er Jahre: Etablierung in der Bundesliga
| Saison  | Liga       | Platz (von) |
| ------- | ---------- | ----------- |
| 2000/01 | Bundesliga | 05 (18)     |
| 2001/02 | Bundesliga | 04 (18)     |
| 2002/03 | Bundesliga | 05 (18)     |
| 2003/04 | Bundesliga | 12 (18)     |
| 2004/05 | Bundesliga | 04 (18)     |
| 2005/06 | Bundesliga | 06 (18)     |
| 2006/07 | Bundesliga | 10 (18)     |
| 2007/08 | Bundesliga | 10 (18)     |
| 2008/09 | Bundesliga | 04 (18)     |

Nachdem die Einnahmen aus den Heimspielen, den Verkäufen von Fanartikeln (Merchandising) sowie den Finanzhilfen der UFA (jetzt Sportfive) kontinuierlich angewachsen waren, wurden 2002 wesentliche Teile des Vereins in eine Kommanditgesellschaft auf Aktien (KGaA) ausgegliedert, um einerseits die Haftung des Vereins zu minimieren und andererseits steuerliche Vorteile ausnutzen zu können.
Trotz Erfolgen in der Bundesliga sowie der Teilnahme am UEFA-Pokal und der UEFA Champions League 1999/2000 (mit Siegen gegen den FC Chelsea und AC Mailand) wurde Jürgen Röber im Februar 2002 nach sechs Jahren entlassen. Sein Nachfolger Falko Götz führte die Hertha in der Rückrunde der Saison 2001/02 auf den vierten Platz und damit erneut in den UEFA-Pokal. Zur folgenden Saison übernahm Huub Stevens den Trainerposten und schloss die Spielzeit auf Platz 5 ab. In der Saison 2003/04 enttäuschte die Mannschaft dagegen und geriet in Abstiegsgefahr, so dass Stevens im Dezember 2003 beurlaubt und als „Retter“ Hans Meyer engagiert wurde, unter dem schließlich der Klassenerhalt geschafft wurde.
Zur Saison 2004/05 wurde erneut Falko Götz als Trainer verpflichtet. Unter seiner Führung belegte die Mannschaft am Ende den vierten Rang. Mit einem Sieg im letzten Heimspiel gegen Hannover 96 (0:0) hätte sogar noch Platz 3 und damit die Qualifikation für die Champions League erreicht werden können. In der folgenden Saison landete das Team auf Platz 6 und verpasste die Qualifikation für den UEFA-Pokal. Auch im UEFA- und DFB-Pokalwettbewerb gab es mit Niederlagen gegen vermeintlich unterklassige Gegner Enttäuschungen. In der Spielzeit darauf rutschte die Hertha weiter ab und geriet erneut in die Nähe der Abstiegsränge. Götz wurde im April 2007 entlassen, die Saison von Karsten Heine zu Ende geführt.

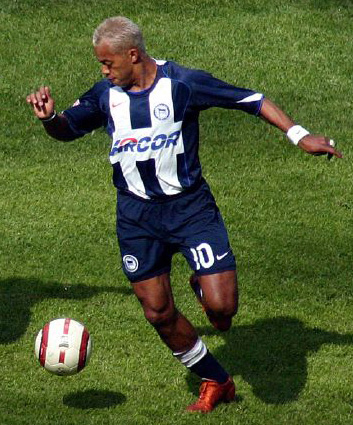
Marcelinho (2005)

Zur Saison 2007/08 fand ein Umbruch statt, wofür der Schweizer Lucien Favre verpflichtet wurde. Er baute den Kader nahezu komplett um, was in der ersten Saison zu starken Leistungsschwankungen führte. Am Ende belegte Hertha BSC wie in der Saison zuvor den zehnten Tabellenplatz. Dank der Fair-Play-Wertung der UEFA konnte jedoch ein Startplatz für die UEFA-Cup-Qualifikation gesichert werden. Somit wurde das Ziel UEFA-Cup, das Manager Hoeneß für das zweite Jahr unter Favre ausgegeben hatte, durch die „Hintertür“ vorzeitig erreicht.
In der Saison 2008/09 verbesserte Hertha BSC mit 33 Punkten und der erfolgreichsten Hinrunde der Vereinsgeschichte zunächst den bisherigen Rekord aus dem Jahr 1974. Zwar standen Siegen gegen Mannschaften aus dem oberen Tabellendrittel (unter anderem über den späteren Herbstmeister TSG 1899 Hoffenheim) auch Enttäuschungen wie hohe Auswärtsniederlagen gegen den FC Bayern München (1:4), Werder Bremen (1:5) oder der Misserfolg gegen Energie Cottbus (zu Hause 0:1) entgegen, dennoch lag der Verein zum Abschluss der Halbserie auf dem dritten Platz. Nach konstant guten Leistungen (unter anderem 2:1 über den FC Bayern München und 1:0 über Bayer 04 Leverkusen) sowie gleichzeitigen Punktverlusten der Konkurrenz übernahm Hertha BSC zu Beginn der Rückrunde mehrmals die Tabellenführung und verteidigte diese. Insbesondere der vom FC Liverpool ausgeliehene Stürmer Andrij Woronin erwies sich in dieser Phase als treffsichere Verstärkung. Darüber hinaus agierte die komplette Mannschaft mit einer stabilen Defensive um die formstarken Innenverteidiger Arne Friedrich und Josip Šimunić taktisch diszipliniert. Nachdem sich der Verein somit in die Liste der Titelanwärter eingereiht und zwischenzeitlich vier Punkte Abstand zum Tabellenzweiten erkämpft hatte, folgte mit drei Niederlagen in Serie der Rückschlag. Durch einen 2:1-Heimerfolg über Werder Bremen und ein 1:0 bei Hoffenheim schloss Hertha BSC zwar gegen Saisonende erneut zur Spitzengruppe auf, konnte jedoch an den letzten beiden Spieltagen nach einem 0:0 gegen den FC Schalke 04 und einer 0:4-Niederlage beim Absteiger Karlsruher SC nicht mehr in den Kampf um die ersten drei Plätze eingreifen. Mit 63 Punkten und Platz 4 erreichte der Verein schließlich das Saisonziel und qualifizierte sich für die neugeschaffene UEFA Europa League.
Im UEFA-Pokalwettbewerb qualifizierte sich Hertha BSC gegen Nistru Otaci (8:1 im Hin- und 0:0 im Rückspiel), Interblock Ljubljana (2:0 und 1:0) sowie St. Patrick’s Athletic (2:0 und 0:0) für die Gruppenphase. Der 8:1-Erfolg über den moldawischen Verein Otaci bedeutete dabei den bislang höchsten Sieg in einem internationalen Wettbewerb. In der Gruppenphase traf der Verein in der Gruppe B auf Benfica Lissabon (1:1 zu Hause), Metalist Charkiw (0:0 auswärts) und Galatasaray Istanbul (0:1 zu Hause) und hätte das letzte Spiel der Gruppenphase gegen Olympiakos Piräus gewinnen müssen. Nach einer guten ersten Halbzeit verlor die verletzungsbedingt dezimierte Mannschaft jedoch mit 0:4.
In einer Pressemitteilung vom 7. Juni 2009 gab Hertha BSC die Trennung von Manager Dieter Hoeneß zum 30. Juni 2009 – ein Jahr früher als geplant – offiziell bekannt. Als Hauptgrund wurde eine „unterschiedliche Auffassung über die zukünftige Vereins- und Geschäftspolitik“ genannt. Michael Preetz, zum damaligen Zeitpunkt Leiter der Lizenzspielerabteilung, übernahm die Aufgaben von Hoeneß.

### 2009–2014: Hertha als „Fahrstuhlmannschaft“
| Saison                                           | Liga          | Platz (von) | BL-Kader |
| ------------------------------------------------ | ------------- | ----------- | -------- |
| 2009/10                                          | Bundesliga    | 18 (18)     | BL-Kader |
| 2010/11                                          | 2. Bundesliga | 01 (18)     | BL-Kader |
| 2011/12                                          | Bundesliga    | 16 (18)     | BL-Kader |
| 2012/13                                          | 2. Bundesliga | 01 (18)     | BL-Kader |
| 2013/14                                          | Bundesliga    | 11 (18)     | BL-Kader |
| grün unterlegt: Aufstieg; rot unterlegt: Abstieg |               |             |          |

Am 28. September 2009 wurde Trainer Lucien Favre entlassen, nachdem Hertha BSC nach einem Auftaktsieg zur Hinrunde der Saison 2009/10 sechs Niederlagen in Folge kassiert hatte. Karsten Heine betreute die Mannschaft im Europa-League-Spiel bei Sporting Lissabon (0:1) interimistisch, am 3. Oktober 2009 wurde Friedhelm Funkel neuer Trainer. Mit nur sechs Punkten gingen die Berliner abgeschlagen als Tabellenletzter in die Winterpause. Am 13. März 2010 erlebte die Krise der Hertha ihren Höhepunkt, als nach der 1:2-Heimniederlage gegen den 1. FC Nürnberg etwa 150 Hertha-Fans mit Kunststoffrohren den Innenraum und das Spielfeld betraten und die Ersatzbank sowie einige Werbebanden beschädigten. Hertha lag nach dem 26. Spieltag weiterhin auf dem letzten Platz mit nun acht Punkten Rückstand auf den Relegationsplatz. Am 33. Spieltag besiegelte ein 1:1 bei Bayer 04 Leverkusen endgültig den Abstieg in die Zweite Liga.
Zur Saison 2010/11 unterschrieb Markus Babbel als neuer Trainer der Hertha einen Einjahresvertrag, der sich bei einem direkten Wiederaufstieg automatisch um ein Jahr verlängert hätte. Als Erstplatzierter gelang Hertha BSC der direkte Wiederaufstieg. Das letzte Heimspiel der Saison am 34. Spieltag gegen den zweiten Aufsteiger FC Augsburg verzeichnete mit 77.116 Besuchern die höchste Zuschauerzahl der eingleisigen 2. Bundesliga. Die Hertha übertraf damit den eigenen Rekord aus dem Jahr 1997 (75.000 Zuschauer gegen den 1. FC Kaiserslautern).
Im Verlauf der Bundesligasaison 2011/12 konnte sich die Hertha zunächst im unteren Mittelfeld platzieren. Für Schlagzeilen sorgte kurz vor Weihnachten die Entlassung von Babbel, der seinen Vertrag nicht über das Ende der Saison hinaus verlängern wollte. Trainer und Manager Michael Preetz trugen ihren Streit über die Kommunikation der Entscheidung öffentlich aus. Während Preetz verlauten ließ, von Babbels Entschluss erst kurzfristig erfahren zu haben, erklärte der Trainer, die Vereinsführung bereits Wochen zuvor informiert zu haben. Babbels Nachfolger Michael Skibbe wurde nach nur vier verlorenen Ligaspielen und dem Ausscheiden aus dem DFB-Pokal am 12. Februar 2012 beurlaubt. Interimsnachfolger von Skibbe waren René Tretschok und Ante Čović, am 20. Februar 2012 wurden diese Co-Trainer des neuen Cheftrainers Otto Rehhagel. Durch einen 3:1-Sieg über die TSG 1899 Hoffenheim gelang am letzten Spieltag der Saison 2011/12 als 16. der Abschlusstabelle der Bundesliga die Qualifikation zu den Relegationsspielen gegen den Dritten der 2. Bundesliga, Fortuna Düsseldorf.
Das Hinspiel der Relegation am 10. Mai 2012 in Berlin verlor Hertha mit 1:2. Das Rückspiel am 15. Mai 2012 in der Düsseldorfer ESPRIT arena endete 2:2. Dies bedeutete den erneuten Abstieg. Das Spiel wurde wegen Zündens von bengalischen Feuern zweimal für mehrere Minuten unterbrochen. In der vorletzten Minute der Nachspielzeit stürmten Düsseldorfer Fans das Spielfeld, und erst nach einer zwanzigminütigen Pause wurde zu Ende gespielt. Hertha BSC legte deshalb am nächsten Tag Einspruch gegen die Wertung des Spiels ein, der vom DFB-Sportgericht als unbegründet zurückgewiesen wurde. Auch die Revisionsverhandlung vor dem DFB-Bundesgericht brachte keinen Erfolg. Nach Analyse der Urteilsbegründung verzichtete Hertha auf eine Anfechtung beim Ständigen Schiedsgericht. Schiedsrichter Wolfgang Stark erstattete Strafanzeige wegen Körperverletzung gegen einen Spieler von Hertha BSC.
Zur Saison 2012/13 übernahm Jos Luhukay den Trainerposten bei Hertha. Er unterschrieb einen Zweijahresvertrag bis zum 30. Juni 2014. Im Laufe der Saison stabilisierte sich die Mannschaft. Sie setzte sich an die Tabellenspitze der Zweiten Liga und sicherte durch einen Sieg über den 1. FC Köln am 33. Spieltag die Meisterschaft, nachdem der Aufstieg schon seit dem 21. April 2013 festgestanden hatte. Durch den Punkt aus dem 1:1 im abschließenden Saisonspiel gegen den FC Energie Cottbus stellte Hertha BSC mit 76 Punkten einen neuen Punkterekord für die 2. Bundesliga auf; sie ist nun alleiniger Rekordhalter. In der Saison 2012/13 war Hertha BSC zudem die einzige Profifußballmannschaft in Deutschland ohne Heimniederlage.
Die Saison 2013/14 begann für Hertha BSC mit einem dem 6:1-Heimsieg über Eintracht Frankfurt sehr erfolgreich. Nach einer für einen Aufsteiger sehr gut verlaufenen Hinrunde, die mit 28 Punkten auf dem 6. Tabellenplatz beendet wurde, folgte eine durchwachsene Rückrunde. In den 17 Rückrundenspielen wurden lediglich 13 Punkte verbucht, was den vorletzten Platz in der „Rückrundentabelle“ bedeutete. Aufgrund der starken Hinrunde geriet Hertha jedoch nie in die Abstiegsregion und schloss die Saison auf dem 11. Platz ab.

### 2014–2019: Stabilisierung und Europa unter Dárdai
| Saison  | Liga       | Platz (von) | BL-Kader |
| ------- | ---------- | ----------- | -------- |
| 2014/15 | Bundesliga | 15 (18)     | BL-Kader |
| 2015/16 | Bundesliga | 07 (18)     | BL-Kader |
| 2016/17 | Bundesliga | 06 (18)     | BL-Kader |
| 2017/18 | Bundesliga | 10 (18)     | BL-Kader |
| 2018/19 | Bundesliga | 11 (18)     | BL-Kader |

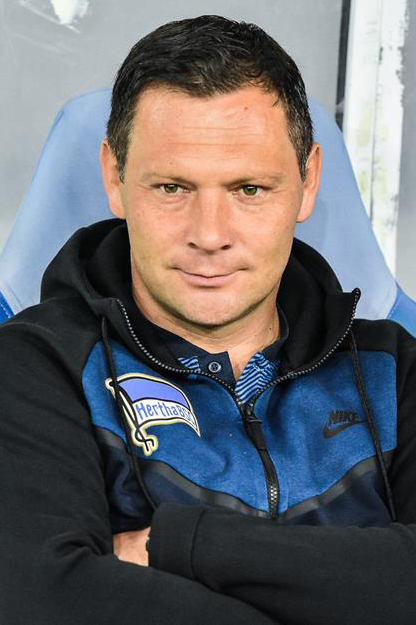
Unter Pál Dárdai etablierte sich Hertha wieder in der Bundesliga und spielte erstmals wieder international

Als Ziel für die Saison 2014/15 wurde die weitere Etablierung in der Bundesliga ausgegeben. Zu diesem Zweck wurde der Kader mit acht Neuzugängen verstärkt. Außerdem wurden die beiden Leihgaben aus der Saison 2013/14, Per Skjelbred und Tolga Ciğerci, fest verpflichtet. Der finanzielle Rahmen für die Neuzugänge war durch den Einstieg von KKR möglich geworden. Wie viele andere Vereine auch hatte Hertha dann während der Saison einige Verletzte zu beklagen. Die Mannschaft konnte während der Hinrunde die in sie gesetzten Erwartungen nur selten erfüllen. Nach dem zweiten verlorenen Rückrundenspiel wurde Trainer Jos Luhukay freigestellt und durch Pál Dárdai ersetzt. Am Ende der Saison stand der Klassenerhalt, der sichere fünfzehnte Platz wurde aber nur aufgrund der besseren Tordifferenz erreicht. So stand als Ziel über der Saison 2015/16 die weitere Etablierung in der Bundesliga. Vor allem auf Wunsch Dárdais wurde der Kader stark angepasst. Nach Ende des Transfer-Sommerfensters standen fünf Neuzugängen sechs Abgänge gegenüber.
Nach der Hinrunde in der Saison 2015/16 stand Hertha mit 32 Punkten auf dem dritten Platz, in der Rückrunde hingegen wurden nur noch 18 weitere Punkte erreicht, was unterm Strich für Platz 7 reichte und für die Teilnahme an der dritten Qualifikationsrunde für die UEFA Europa League. Dort konnte die Mannschaft einen 1:0-Heimsieg gegen Brøndby IF im Friedrich-Ludwig-Jahn-Sportpark im Rückspiel jedoch nicht verteidigen und schied aus. Im DFB-Pokal überraschte Hertha positiv, erreichte nach Jahrzehnten wieder mal das Halbfinale, in dem sie am 20. April 2016 gegen Borussia Dortmund mit 0:3 ausschieden. Am 23. Mai 2016 wurde bekannt, dass die Präsidiumsmitglieder Ingmar Pering und Christian Wolter das Gründungsschiff zurück erwerben möchten. Das Schiff soll sich anschließend im Eigentum einer Trägergesellschaft befinden, deren Anteile verkauft werden sollen.
Nach dem unerwarteten Verpassen der UEFA Europa League verlief die Saison 2016/17 jedoch ähnlich wie die vorangegangene: 30 Punkte in der Hinrunde mit Überwintern auf den dritten Tabellenplatz, 19 Punkte in der Rückrunde. Obwohl insgesamt ein Punkt weniger erreicht wurde, schaffte Hertha diesmal jedoch, zum ersten Mal seit acht Jahren, die direkte Qualifikation für die Gruppenphase der Europa League. Im DFB-Pokal musste man bereits im Achtelfinale auswärts bei Borussia Dortmund antreten. In einem ausgeglichenen Spiel verlor die Hertha im Elfmeterschießen gegen den späteren Pokalsieger.
Auch die Saison 2017/18 schloss Hertha auf dem 10. Platz im Tabellenmittelfeld ab. In der Europa League schied man in einer Gruppe mit Athletic Bilbao, dem Östersunds FK und Sorja Luhansk aus. Die Saison 2018/19 fügte sich wieder in das Muster der Vorjahre. Nachdem man die Hinrunde mit 24 Punkten auf dem 8. Platz abgeschlossen hatte, verlief die Rückrunde wieder deutlich schlechter, sodass die Mannschaft am Saisonende mit 43 Punkten auf dem 11. Platz stand. Schon im April 2019 hatte man sich mit Dárdai nach fünf Niederlagen in Folge darauf geeinigt, die Zusammenarbeit zum Saisonende zu beenden.

### 2019–2023: Niedergang und siebter Bundesliga-Abstieg
| Saison                 | Liga          | Punkte | Platz (von) | BL-Kader |
| ---------------------- | ------------- | ------ | ----------- | -------- |
| 2019/20                | Bundesliga    | 41     | 10 (18)     | BL-Kader |
| 2020/21                | Bundesliga    | 35     | 14 (18)     | BL-Kader |
| 2021/22                | Bundesliga    | 33     | 16 (18)     | BL-Kader |
| 2022/23                | Bundesliga    | 29     | 18 (18)     | BL-Kader |
| 2023/24                | 2. Bundesliga | 48     | 09 (18)     | BL-Kader |
| 2024/25                | 2. Bundesliga | 44     | 11 (18)     | BL-Kader |
| rot unterlegt: Abstieg |               |        |             |          |

Zur Saison 2019/20 übernahm der langjährige Cheftrainer der zweiten Mannschaft, Ante Čović, die Profimannschaft. Vor der Saison stieg Lars Windhorst über die Peil Investment B.V. in die KGaA ein und investierte bis November 2019 rund 224 Millionen Euro in 49,9 Prozent der Anteile, womit er Hertha zu einem „Big City Club“ machen wolle. In der Sommertransferperiode wurden zwei vereinsinterne Rekordtransfers getätigt: Valentino Lazaro wechselte für rund 22 Millionen Euro zu Inter Mailand und Dodi Lukébakio (zuletzt an Fortuna Düsseldorf ausgeliehen) wurde für rund 20 Millionen Euro vom FC Watford verpflichtet. Nach dem 12. Spieltag trennte sich der Verein von Čović, als die Mannschaft mit 11 Punkten auf dem 15. Platz stand. Sein Nachfolger wurde bis zum Saisonende Jürgen Klinsmann, der zuvor als Vertreter von Windhorst in den KGaA-Aufsichtsrat berufen worden war und sein Mandat für diesen Zeitraum ruhen ließ. Unter Klinsmann schloss Hertha die Hinrunde mit 19 Punkten auf dem 12. Platz ab. In der Wintertransferperiode wurde mit Lucas Tousart von Olympique Lyon, der bis zum Saisonende auf Leihbasis in Lyon verblieb, für rund 24 Millionen Euro ein neuer vereinsinterner Rekordtransfer getätigt. Insgesamt gab Hertha für Tousart, Santiago Ascacíbar (~ 11 Mio. Euro, VfB Stuttgart), Krzysztof Piątek (~ 23 Mio. Euro, AC Mailand) und Matheus Cunha (~ 17 Mio. Euro, RB Leipzig) im Januar 2020 mit rund 75 Millionen Euro so viel wie kein anderer Verein weltweit aus. Nach dem 21. Spieltag trat Klinsmann aufgrund von Differenzen mit der Vereinsführung überraschend über Facebook als Cheftrainer zurück, woraufhin sein bisheriger Co-Trainer Alexander Nouri die Mannschaft übernahm. Zu diesem Zeitpunkt stand Hertha mit 23 Punkten auf dem 14. Platz, wobei der Vorsprung auf den Relegationsplatz 6 Punkte betrug. Nouri betreute die Mannschaft in 4 Bundesligaspielen, holte 5 Punkte und hatte eine 0:5-Heimniederlage zu verantworten. Anfang April wurde Nouri durch Bruno Labbadia ersetzt. Der Trainerwechsel geschah vor dem 26. Spieltag während der Saisonunterbrechung, die rund einen Monat zuvor durch die COVID-19-Pandemie ausgelöst worden war. Der Vorsprung auf den Relegationsplatz betrug zu diesem Zeitpunkt unverändert 6 Punkte. Nachdem nach einer rund zweimonatigen Pause der Spielbetrieb mit Geisterspielen wieder aufgenommen worden war, stabilisierte sich die Mannschaft. Labbadia holte aus den verbleibenden 9 Spielen 13 Punkte und schloss die Saison mit 41 Punkten auf dem 10. Platz im gesicherten Mittelfeld ab.
Vor der Saison 2020/21 gab Hertha bekannt, dass Windhorst seine Anteile an der KGaA bis Oktober 2020 für 150 Millionen Euro auf 66,6 Prozent aufstocken werde, wodurch sich sein Gesamt-Investment seit 2019 auf 374 Millionen Euro erhöhte. Arne Friedrich übernahm unter dem Sport-Geschäftsführer Michael Preetz die neu geschaffene Position des Sportdirektors. Mit Carsten Schmidt wurde zum 1. Dezember 2020 ein dritter Geschäftsführer verpflichtet, der zudem den Vorsitz der Geschäftsführung übernahm. Vor der Saison verließen u. a. die langjährigen Spieler Vedad Ibišević und Per Skjelbred den Verein. Als Ersatz für Ibišević wurde Jhon Córdoba (1. FC Köln) verpflichtet. Zudem löste der Neuzugang Alexander Schwolow (SC Freiburg) Rune Jarstein als Stammtorwart ab. Zum Team stießen daneben u. a. der bereits verpflichtete Rekordneuzugang Tousart, Omar Alderete (FC Basel) und Mattéo Guendouzi (FC Arsenal). Die Spielzeit begann mit einer Niederlage in der ersten Runde des DFB-Pokals gegen den Zweitligisten Eintracht Braunschweig. Auch in der Liga blieb die Mannschaft hinter den Erwartungen und schloss die Hinrunde mit 17 Punkten auf dem 14. Platz ab, wobei der Vorsprung auf den Relegationsplatz lediglich 2 Punkte betrug. Nach einer weiteren Niederlage am 18. Spieltag trennte sich Hertha vom Sport-Geschäftsführer Preetz und Cheftrainer Labbadia. Während der Sportdirektor Arne Friedrich vorübergehend die Verantwortung für den sportlichen Bereich übernahm, kehrte Pál Dárdai, der nach einem Sabbatical zum Saisonbeginn die U16 übernommen hatte, als Cheftrainer zurück. Am letzten Tag der Wintertransferperiode folgte die Verpflichtung des 33-jährigen Weltmeisters Sami Khedira von Juventus Turin. Nach zwei weiteren Niederlagen unter Dárdai konnte dieser die Mannschaft stabilisieren, die zeitweise acht Spiele in Folge ungeschlagen blieb und dadurch am vorletzten Spieltag den Klassenerhalt erreichte. Die Saison beendete man schließlich mit 35 Punkten auf dem 14. Platz.
Zur Saison 2021/22 wurde mit Fredi Bobic ein neuer Sport-Geschäftsführer verpflichtet. Der Kader wurde u. a. mit Kevin-Prince Boateng, der nach 14 Jahren zu Hertha zurückkehrte, Stevan Jovetić und Suat Serdar verstärkt. Die Mannschaft befand sich seit dem Saisonbeginn in der unteren Tabellenhälfte. Im Oktober 2021 verließ Carsten Schmidt den Verein aus privaten Gründen wieder. Nach dem 13. Spieltag wurde Dárdai durch Tayfun Korkut ersetzt, als man mit 14 Punkten auf dem 14. Platz stand und nur einen Punkt Vorsprung vor dem Relegationsplatz hatte. Auch unter Korkut konnte sich die Mannschaft nicht aus dem Abstiegskampf befreien. Windhorst äußerte im Februar 2022, dass er den Einstieg bei Hertha bereue, kündigte aber an, das Investment dennoch zum Erfolg zu führen. Während der Rückrunde geriet das Team immer stärker in Abstiegsgefahr. Unterdessen verließ Sportdirektor Friedrich den Verein. Nach dem 26. Spieltag trennte sich Hertha wieder von Korkut, unter dem man nur 9 Punkte geholt hatte und auf einen Abstiegsplatz abgerutscht war. Als Nachfolger wurde bis zum Saisonende Felix Magath verpflichtet. Unter Magath konnten die Abstiegsränge zunächst verlassen, der direkte Klassenerhalt nach einem Punkt aus den letzten drei Spielen jedoch nicht perfekt erreicht werden. Da der VfB Stuttgart sein letztes Spiel in der Nachspielzeit gewann, beendete Hertha die Saison aufgrund der schlechteren Tordifferenz mit 33 Punkten auf dem 16. Platz und musste nach 2012 erneut die Relegationsspiele bestreiten. Gegen den Hamburger SV verloren die Berliner das Hinspiel im heimischen Stadion mit 0:1, konnten aber durch einen 2:0-Auswärtssieg im Rückspiel die Klasse halten.
Einen Tag nach dem erfolgreichen Klassenerhalt trat Werner Gegenbauer als Präsident des e. V. zurück. Während der Sommerpause wurde Kay Bernstein als sein Nachfolger gewählt. Neuer Cheftrainer zur Saison 2022/23 wurde Sandro Schwarz. Die Hinrunde beendete die Mannschaft mit 14 Punkten auf dem 17. Platz, womit sie 7 Punkte weniger als in der Vorsaison hatte. Nachdem man auch das erste Rückrundenspiel gegen den 1. FC Union Berlin verloren hatte, wurde der Sport-Geschäftsführer Fredi Bobic freigestellt. Seine Nachfolge übernahm Benjamin Weber als Sportdirektor unterhalb des nun alleinigen Geschäftsführers Thomas Herrich. Nach dem 28. Spieltag trennte sich der Verein von Schwarz, als man auf dem letzten Platz stand und zwei Punkte Rückstand auf den Relegationsplatz bzw. fünf Punkte Rückstand auf den ersten Nicht-Abstiegsplatz hatte. Neuer Cheftrainer wurde zum dritten Mal Pál Dárdai. Allerdings konnte auch er die Talfahrt nicht stoppen, sodass am 33. Spieltag der siebte Bundesliga-Abstieg nach 1965, 1980, 1983, 1991, 2010 und 2012 feststand. Hertha beendete die Saison schließlich mit 29 Punkten auf dem letzten Platz.

## GmbH & Co. KGaA

### Struktur
So wie die meisten anderen deutschen Fußballvereine war der Sport bei Hertha lange Zeit als eingetragener Verein (e. V.) organisiert. Mit dem Einstieg von Leo Kirch in die Sportübertragung Anfang der 1990er Jahre entstand im deutschen Fußball zunehmend ein Vermarktungspotential. Bei Hertha stieg ab 1994 die Bertelsmanntochter UFA (heute Sportfive) als Sponsor und Partner ein, anfangs mit 4,5 Millionen DM. Am 19. November 2000 wurde auf der Mitgliederversammlung die Ausgliederung der Lizenzspielerabteilung in eine GmbH & Co KGaA beschlossen. Die Hertha BSC GmbH & Co KGaA wurde am 23. Mai 2002 gegründet und ist seitdem unter der Registernummer HRB 84666 beim Amtsgericht Charlottenburg eingetragen. Die KGaA-Anteile lagen zunächst vollständig beim Verein. Die Komplementärin ist die Hertha BSC Verwaltung GmbH, die die Geschäftsführung übernimmt und stets zu 100 Prozent vom e. V. gehalten wird. Somit hat der e. V. unabhängig von der Kapitalverteilung in der KGaA die Kontrolle über die Bestellung der Geschäftsführer und somit über das operative Geschäft. Die aktuelle Geschäftsführung der Hertha BSC Verwaltung GmbH besteht aus:
- Thomas Herrich (Kaufmännischer Geschäftsführer)[54]

### KGaA-Aktionäre
Am 31. Januar 2014 stieg der Investor Kohlberg Kravis Roberts & Co. (KKR) mit 61,2 Millionen Euro bei der Hertha BSC GmbH & Co. KGaA ein. Die Partnerschaft war auf rund sieben Jahre ausgelegt. KKR erhielt eine Beteiligung von 9,7 Prozent, die auf 33 Prozent erhöht werden konnte.
Die Vereinbarung gliederte sich in drei Teile:
- Aktien: Von der Hertha BSC GmbH & Co. KGaA werden 9,7 Prozent der Aktien an den Investor verkauft. Dafür zahlt der Investor Kohlberg Kravis Roberts & Co. ca. 18 Mio. Euro und ist Minderheitsaktionär. Der gesamte Klubwert wurde auf 220 Millionen Euro taxiert.
- Eigenkapital: Hertha erhält ca. 7 Mio. Euro als eine Art Bonus für die Vertragsunterschrift.
- Darlehen: Kohlberg Kravis Roberts & Co. zahlt ca. 36 Mio. Euro als Eigenmittelersatzdarlehen. Die Summe muss von der Hertha BSC GmbH & Co. KGaA am Ende der Partnerschaft verzinst zurückgezahlt werden.

Im November 2018 erwarb der e. V. die Anteile zurück.
Im Juni 2019 gab der Verein bekannt, 37,5 Prozent der Anteile an der Hertha BSC GmbH & Co. KGaA für 125 Millionen Euro an den deutschen Investor Lars Windhorst abzutreten. Anteilseigner war laut Bundesanzeiger die Peil Investment B.V., wodurch mittelbar auch die Tennor Holding B.V., Lars Windhorst und andere natürliche und juristische Personen an der Hertha BSC GmbH & Co. KGaA beteiligt waren. Anfang November 2019 wurden die Anteile für weitere 99 Millionen Euro auf 49,9 Prozent erhöht. Anfang Juli 2020 gab der Verein bekannt, dass das Investment erneut um 150 Millionen Euro erhöht werde. Zunächst erfolgte eine Zahlung in Höhe von 50 Millionen Euro im Juli 2020. Im Oktober 2020 wurden weitere 100 Millionen Euro gezahlt. Nach Umsetzung dieser Vereinbarung hielt die Peil Investment B.V. 66,6 Prozent der Anteile an der Hertha BSC GmbH & Co. KGaA. Das Gesamtinvestment belief sich somit auf 374 Millionen Euro. Die 50+1-Regelung wurde dadurch nicht verletzt, da diese besagt, dass der e. V. mindestens 50 Prozent der Stimmen zuzüglich einer weiteren Stimme haben muss. Der e. V. als alleiniger Gesellschafter der Hertha BSC Verwaltungs GmbH, welche die Komplementärin der Gesellschaft ist, hat in dieser Struktur weiterhin die Stimmenmehrheit an der KGaA und hat das alleinige Bestellungsrecht der Geschäftsführer. Die Peil Investment B.V. war lediglich Kommanditistin der KGaA und hatte somit keine Geschäftsführungsbefugnis.
Nach Meinungsverschiedenheiten zwischen dem e. V. und Windhorst bot dieser im Oktober 2022 an, sämtliche Anteile von 64,7 Prozent zu verkaufen. Im März 2023 erwarb die Investmentfirma 777 Partners aus Miami, Florida diese von der Peil Investment B.V.; zudem vergrößerte 777 Partners durch eine Kapitalerhöhung seinen Anteil auf 78,8 Prozent.

## Daten und Namen

### Namens- und Wappenhistorie
Gegründet wurde der Verein 1892 als Berliner Fußball Club Hertha 1892, kurz BFC Hertha 92. Seit dem Zusammenschluss mit dem Berliner Sport-Club im Jahr 1923 hat Hertha BSC seinen bis heute gültigen Namen. Nur in der Nachkriegszeit von 1945 bis 1949, in der die Alliierten alle deutschen Vereine aufgelöst hatten, spielten die Fußballer zusammen mit ehemaligen Mitgliedern aus anderen Vereinen unter dem Namen SG Gesundbrunnen.
| Datum         | Ereignis                                                                                     |
| ------------- | -------------------------------------------------------------------------------------------- |
| 25. Juli 1892 | Gründung des Berliner Fußball Club Hertha 1892                                               |
| 7. Aug. 1923  | Zusammenschluss mit dem Berliner Sport-Club unter neuem Namen Hertha BSC                     |
| 1930          | Trennung vom Berliner SC unter Beibehaltung des Namens                                       |
| 1945          | Auflösung durch den alliierten Kontrollrat und Spielbetrieb unter dem Namen SG Gesundbrunnen |
| 1. Aug. 1949  | Wiederaufnahme des Spielbetriebs als Hertha BSC                                              |

In seiner Geschichte hat der Verein sein offizielles Wappen mehrfach verändert. Zum 120. Vereinsjubiläum im Jahr 2012 wurde die „Fahne pur“, wie von der Mehrheit der Vereinsmitglieder und Fans gewünscht, als offizielles Vereinswappen eingeführt.

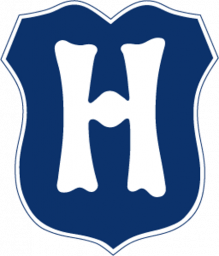
1892–1923
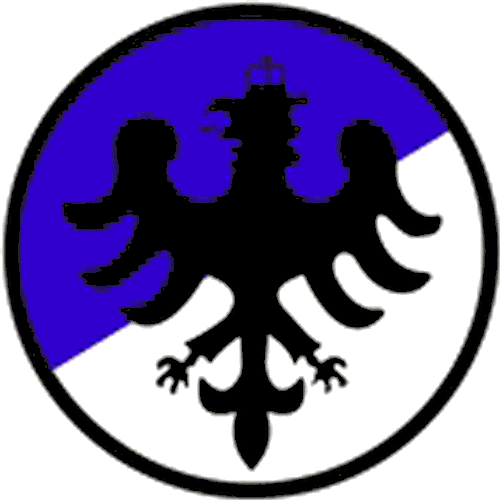
1923–1931
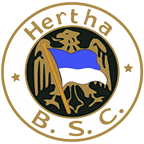
1931–1933
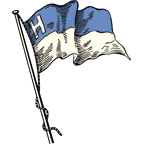
1933–1964
1964–1984
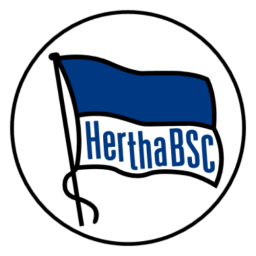
1984–1999
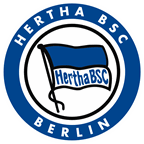
1999–2012
2012–

### Erfolge
- Deutscher Meister (2): 1930, 1931
- Deutscher Vizemeister (5): 1926, 1927, 1928, 1929, 1975
- DFB-Pokal-Finalist (3):
  - Hertha BSC (2): 1977, 1979
  - Hertha BSC II (1): 1993
- DFB-Ligapokal-Sieger (2): 2001, 2002
- DFB-Ligapokal-Finalist (1): 2000
- Meister 2. Bundesliga (3): 1990, 2011, 2013
- Berliner Meister (23):
  - als BFC Hertha 1892 (4): 1906 (im VBB), 1915, 1917 und 1918
  - als Hertha BSC (19): 1925–1931, 1933, 1935, 1937, 1944, 1957, 1961, 1963, 1966–1968, 1987 und 1988
- Berliner Pokalsieger (14):
  - als BFC Hertha 1892 (1): 1920
  - als Hertha BSC (10): 1924, 1928, 1929, 1932, 1943, 1958, 1959, 1966, 1967 und 1987
  - als Hertha BSC II (3): 1976, 1992 und 2004
- Berliner Pokalfinalist (1):
  - als Hertha BSC II (1): 2006
- Intertoto-Cup-Sieger (5): 1971, 1973, 1976, 1978, 2006
- UEFA-Pokal-Halbfinalist (1): 1979

| Liste der Europapokalspiele von Hertha BSC | Liste der Europapokalspiele von Hertha BSC | Liste der Europapokalspiele von Hertha BSC | Liste der Europapokalspiele von Hertha BSC | Liste der Europapokalspiele von Hertha BSC | Liste der Europapokalspiele von Hertha BSC | Liste der Europapokalspiele von Hertha BSC |
| --- | ------------------------------------------ | ------------------------------------------ | ------------------------------------------ | ------------------------------------------ | ------------------------------------------ | ------------------------------------------ |
| \| Saison \| Wettbewerb \| Runde \| Gegner \| Gesamt \| Hin \| Rück \| \| --------- \| --------------------- \| ---------------------- \| --------------------- \| --------- \| ------- \| ------- \| \| 1963/64 \| Messestädte-Pokal \| 1. Runde \| AS Rom \| 1:5 \| 1:3 (H) \| 0:2 (A) \| \| 1964/65 \| Messestädte-Pokal \| 1. Runde \| Royal Antwerpen \| 2:3 \| 2:1 (H) \| 0:2 (A) \| \| 1969/70 \| Messestädte-Pokal \| 1. Runde \| UD Las Palmas \| 1:0 \| 0:0 (A) \| 1:0 (H) \| \| 1969/70 \| Messestädte-Pokal \| 2. Runde \| Juventus Turin \| 3:1 \| 3:1 (H) \| 0:0 (A) \| \| 1969/70 \| Messestädte-Pokal \| 3. Runde \| Vitória Setúbal \| 2:1 \| 1:1 (A) \| 1:0 (H) \| \| 1969/70 \| Messestädte-Pokal \| Viertelfinale \| Inter Mailand \| 1:2 \| 1:0 (H) \| 0:2 (A) \| \| 1970/71 \| Messestädte-Pokal \| 1. Runde \| B 1901 Nykøbing \| 8:3 \| 4:2 (A) \| 4:1 (H) \| \| 1970/71 \| Messestädte-Pokal \| 2. Runde \| Spartak TAZ Trnava \| 2:3 \| 1:0 (H) \| 1:3 (A) \| \| 1971/72 \| UEFA-Pokal \| 1. Runde \| IF Elfsborg \| 7:2 \| 3:1 (H) \| 4:1 (A) \| \| 1971/72 \| UEFA-Pokal \| 2. Runde \| AC Mailand \| 4:5 \| 2:4 (A) \| 2:1 (H) \| \| 1975/76 \| UEFA-Pokal \| 1. Runde \| HJK Helsinki \| 6:2 \| 4:1 (H) \| 2:1 (A) \| \| 1975/76 \| UEFA-Pokal \| 2. Runde \| Ajax Amsterdam \| 2:4 \| 1:0 (H) \| 1:4 (A) \| \| 1978/79 \| UEFA-Pokal \| 1. Runde \| AFD Trakia Plowdiw \| 2:1 \| 0:0 (H) \| 2:1 (A) \| \| 1978/79 \| UEFA-Pokal \| 2. Runde \| Dinamo Tiflis \| 2:1 \| 2:0 (H) \| 0:1 (A) \| \| 1978/79 \| UEFA-Pokal \| 3. Runde \| Esbjerg fB \| 5:2 \| 1:2 (A) \| 4:0 (H) \| \| 1978/79 \| UEFA-Pokal \| Viertelfinale \| FK Dukla Prag \| 3:2 \| 1:1 (H) \| 2:1 (A) \| \| 1978/79 \| UEFA-Pokal \| Halbfinale \| Roter Stern Belgrad \| (a)2:2(a) \| 0:1 (A) \| 2:1 (H) \| \| 1999/2000 \| UEFA Champions League \| 3. Qualifikationsrunde \| Anorthosis Famagusta \| 2:0 \| 2:0 (H) \| 0:0 (A) \| \| 1999/2000 \| UEFA Champions League \| 1. Gruppenphase \| Galatasaray Istanbul \| 3:6 \| 2:2 (A) \| 1:4 (H) \| \| 1999/2000 \| UEFA Champions League \| 1. Gruppenphase \| FC Chelsea \| 2:3 \| 2:1 (H) \| 0:2 (A) \| \| 1999/2000 \| UEFA Champions League \| 1. Gruppenphase \| AC Mailand \| 2:1 \| 1:1 (A) \| 1:0 (H) \| \| 1999/2000 \| UEFA Champions League \| 2. Gruppenphase \| FC Barcelona \| 2:4 \| 1:1 (H) \| 1:3 (A) \| \| 1999/2000 \| UEFA Champions League \| 2. Gruppenphase \| FC Porto \| 0:2 \| 0:1 (A) \| 0:1 (H) \| \| 1999/2000 \| UEFA Champions League \| 2. Gruppenphase \| Sparta Prag \| 1:2 \| 1:1 (H) \| 0:1 (A) \| \| 2000/01 \| UEFA-Pokal \| 1. Runde \| Zimbru Chișinău \| 4:1 \| 2:1 (A) \| 2:0 (H) \| \| 2000/01 \| UEFA-Pokal \| 2. Runde \| Amica Wronki \| 4:2 \| 3:1 (H) \| 1:1 (A) \| \| 2000/01 \| UEFA-Pokal \| 3. Runde \| Inter Mailand \| 1:2 \| 0:0 (H) \| 1:2 (A) \| \| 2001/02 \| UEFA-Pokal \| 1. Runde \| KVC Westerlo \| 3:0 \| 2:0 (A) \| 1:0 (H) \| \| 2001/02 \| UEFA-Pokal \| 2. Runde \| Viking Stavanger \| 3:0 \| 1:0 (A) \| 2:0 (H) \| \| 2001/02 \| UEFA-Pokal \| 3. Runde \| Servette Genf \| 0:3 \| 0:0 (A) \| 0:3 (H) \| \| 2002/03 \| UEFA-Pokal \| 1. Runde \| FC Aberdeen \| 1:0 \| 0:0 (A) \| 1:0 (H) \| \| 2002/03 \| UEFA-Pokal \| 2. Runde \| APOEL Nikosia \| 5:0 \| 1:0 (A) \| 4:0 (H) \| \| 2002/03 \| UEFA-Pokal \| 3. Runde \| FC Fulham \| 2:1 \| 2:1 (H) \| 0:0 (A) \| \| 2002/03 \| UEFA-Pokal \| Achtelfinale \| Boavista Porto \| (a)3:3(a) \| 3:2 (H) \| 0:1 (A) \| \| 2003/04 \| UEFA-Pokal \| 1. Runde \| Dyskobolia Grodzisk \| 0:1 \| 0:0 (H) \| 0:1 (A) \| \| 2005/06 \| UEFA-Pokal \| 1. Runde \| APOEL Nikosia \| 4:1 \| 1:0 (A) \| 3:1 (H) \| \| 2005/06 \| UEFA-Pokal \| Gruppenphase \| Halmstads BK \| 1:0 \| 1:0 (A) \| 1:0 (A) \| \| 2005/06 \| UEFA-Pokal \| Gruppenphase \| RC Lens \| 0:0 \| 0:0 (H) \| 0:0 (H) \| \| 2005/06 \| UEFA-Pokal \| Gruppenphase \| Sampdoria Genua \| 0:0 \| 0:0 (A) \| 0:0 (A) \| \| 2005/06 \| UEFA-Pokal \| Gruppenphase \| Steaua Bukarest \| 0:0 \| 0:0 (H) \| 0:0 (H) \| \| 2005/06 \| UEFA-Pokal \| Sechzehntelfinale \| Rapid Bukarest \| 0:3 \| 0:1 (H) \| 0:2 (A) \| \| 2006/07 \| UEFA-Pokal \| 2. Qualifikationsrunde \| Ameri Tiflis \| 3:2 \| 1:0 (H) \| 2:2 (A) \| \| 2006/07 \| UEFA-Pokal \| 1. Runde \| Odense BK \| 2:3 \| 2:2 (H) \| 0:1 (A) \| \| 2008/09 \| UEFA-Pokal \| 1. Qualifikationsrunde \| FC Nistru Otaci \| 8:1 \| 8:1 (H) \| 0:0 (A) \| \| 2008/09 \| UEFA-Pokal \| 2. Qualifikationsrunde \| Interblock Ljubljana \| 3:0 \| 2:0 (A) \| 1:0 (H) \| \| 2008/09 \| UEFA-Pokal \| 1. Runde \| St Patrick’s Athletic \| 2:0 \| 2:0 (H) \| 0:0 (A) \| \| 2008/09 \| UEFA-Pokal \| Gruppenphase \| Benfica Lissabon \| 1:1 \| 1:1 (H) \| 1:1 (H) \| \| 2008/09 \| UEFA-Pokal \| Gruppenphase \| Metalist Charkiw \| 0:0 \| 0:0 (A) \| 0:0 (A) \| \| 2008/09 \| UEFA-Pokal \| Gruppenphase \| Galatasaray Istanbul \| 0:1 \| 0:1 (H) \| 0:1 (H) \| \| 2008/09 \| UEFA-Pokal \| Gruppenphase \| Olympiakos Piräus \| 0:4 \| 0:4 (A) \| 0:4 (A) \| \| 2009/10 \| UEFA Europa League \| Play-offs \| Brøndby IF \| 4:3 \| 1:2 (A) \| 3:1 (H) \| \| 2009/10 \| UEFA Europa League \| Gruppenphase \| FK Ventspils \| 2:1 \| 1:1 (H) \| 1:0 (A) \| \| 2009/10 \| UEFA Europa League \| Gruppenphase \| Sporting Lissabon \| 1:1 \| 0:1 (A) \| 1:0 (H) \| \| 2009/10 \| UEFA Europa League \| Gruppenphase \| SC Heerenveen \| 3:3 \| 0:1 (H) \| 3:2 (A) \| \| 2009/10 \| UEFA Europa League \| Sechzehntelfinale \| Benfica Lissabon \| 1:5 \| 1:1 (H) \| 0:4 (A) \| \| 2016/17 \| UEFA Europa League \| 3. Qualifikationsrunde \| Brøndby IF \| 2:3 \| 1:0 (H) \| 1:3 (A) \| \| 2017/18 \| UEFA Europa League \| Gruppenphase \| Athletic Bilbao \| 2:3 \| 0:0 (H) \| 2:3 (A) \| \| 2017/18 \| UEFA Europa League \| Gruppenphase \| Östersunds FK \| 1:2 \| 0:1 (A) \| 1:1 (H) \| \| 2017/18 \| UEFA Europa League \| Gruppenphase \| Sorja Luhansk \| 3:2 \| 1:2 (A) \| 2:0 (H) \|Legende: (H) – Heimspiel, (A) – Auswärtsspiel, (N) – neutraler Platz, (a) – Auswärtstorregel, (i. E.) – im Elfmeterschießen, (n. V.) – nach Verlängerung |                                            |                                            |                                            |                                            |                                            |                                            |
| Saison | Wettbewerb                                 | Runde                                      | Gegner                                     | Gesamt                                     | Hin                                        | Rück                                       |
| 1963/64 | Messestädte-Pokal                          | 1. Runde                                   | AS Rom                                     | 1:5                                        | 1:3 (H)                                    | 0:2 (A)                                    |
| 1964/65 | Messestädte-Pokal                          | 1. Runde                                   | Royal Antwerpen                            | 2:3                                        | 2:1 (H)                                    | 0:2 (A)                                    |
| 1969/70 | Messestädte-Pokal                          | 1. Runde                                   | UD Las Palmas                              | 1:0                                        | 0:0 (A)                                    | 1:0 (H)                                    |
| 1969/70 | Messestädte-Pokal                          | 2. Runde                                   | Juventus Turin                             | 3:1                                        | 3:1 (H)                                    | 0:0 (A)                                    |
| 1969/70 | Messestädte-Pokal                          | 3. Runde                                   | Vitória Setúbal                            | 2:1                                        | 1:1 (A)                                    | 1:0 (H)                                    |
| 1969/70 | Messestädte-Pokal                          | Viertelfinale                              | Inter Mailand                              | 1:2                                        | 1:0 (H)                                    | 0:2 (A)                                    |
| 1970/71 | Messestädte-Pokal                          | 1. Runde                                   | B 1901 Nykøbing                            | 8:3                                        | 4:2 (A)                                    | 4:1 (H)                                    |
| 1970/71 | Messestädte-Pokal                          | 2. Runde                                   | Spartak TAZ Trnava                         | 2:3                                        | 1:0 (H)                                    | 1:3 (A)                                    |
| 1971/72 | UEFA-Pokal                                 | 1. Runde                                   | IF Elfsborg                                | 7:2                                        | 3:1 (H)                                    | 4:1 (A)                                    |
| 1971/72 | UEFA-Pokal                                 | 2. Runde                                   | AC Mailand                                 | 4:5                                        | 2:4 (A)                                    | 2:1 (H)                                    |
| 1975/76 | UEFA-Pokal                                 | 1. Runde                                   | HJK Helsinki                               | 6:2                                        | 4:1 (H)                                    | 2:1 (A)                                    |
| 1975/76 | UEFA-Pokal                                 | 2. Runde                                   | Ajax Amsterdam                             | 2:4                                        | 1:0 (H)                                    | 1:4 (A)                                    |
| 1978/79 | UEFA-Pokal                                 | 1. Runde                                   | AFD Trakia Plowdiw                         | 2:1                                        | 0:0 (H)                                    | 2:1 (A)                                    |
| 1978/79 | UEFA-Pokal                                 | 2. Runde                                   | Dinamo Tiflis                              | 2:1                                        | 2:0 (H)                                    | 0:1 (A)                                    |
| 1978/79 | UEFA-Pokal                                 | 3. Runde                                   | Esbjerg fB                                 | 5:2                                        | 1:2 (A)                                    | 4:0 (H)                                    |
| 1978/79 | UEFA-Pokal                                 | Viertelfinale                              | FK Dukla Prag                              | 3:2                                        | 1:1 (H)                                    | 2:1 (A)                                    |
| 1978/79 | UEFA-Pokal                                 | Halbfinale                                 | Roter Stern Belgrad                        | (a)2:2(a)                                  | 0:1 (A)                                    | 2:1 (H)                                    |
| 1999/2000 | UEFA Champions League                      | 3. Qualifikationsrunde                     | Anorthosis Famagusta                       | 2:0                                        | 2:0 (H)                                    | 0:0 (A)                                    |
| 1999/2000 | UEFA Champions League                      | 1. Gruppenphase                            | Galatasaray Istanbul                       | 3:6                                        | 2:2 (A)                                    | 1:4 (H)                                    |
| 1999/2000 | UEFA Champions League                      | 1. Gruppenphase                            | FC Chelsea                                 | 2:3                                        | 2:1 (H)                                    | 0:2 (A)                                    |
| 1999/2000 | UEFA Champions League                      | 1. Gruppenphase                            | AC Mailand                                 | 2:1                                        | 1:1 (A)                                    | 1:0 (H)                                    |
| 1999/2000 | UEFA Champions League                      | 2. Gruppenphase                            | FC Barcelona                               | 2:4                                        | 1:1 (H)                                    | 1:3 (A)                                    |
| 1999/2000 | UEFA Champions League                      | 2. Gruppenphase                            | FC Porto                                   | 0:2                                        | 0:1 (A)                                    | 0:1 (H)                                    |
| 1999/2000 | UEFA Champions League                      | 2. Gruppenphase                            | Sparta Prag                                | 1:2                                        | 1:1 (H)                                    | 0:1 (A)                                    |
| 2000/01 | UEFA-Pokal                                 | 1. Runde                                   | Zimbru Chișinău                            | 4:1                                        | 2:1 (A)                                    | 2:0 (H)                                    |
| 2000/01 | UEFA-Pokal                                 | 2. Runde                                   | Amica Wronki                               | 4:2                                        | 3:1 (H)                                    | 1:1 (A)                                    |
| 2000/01 | UEFA-Pokal                                 | 3. Runde                                   | Inter Mailand                              | 1:2                                        | 0:0 (H)                                    | 1:2 (A)                                    |
| 2001/02 | UEFA-Pokal                                 | 1. Runde                                   | KVC Westerlo                               | 3:0                                        | 2:0 (A)                                    | 1:0 (H)                                    |
| 2001/02 | UEFA-Pokal                                 | 2. Runde                                   | Viking Stavanger                           | 3:0                                        | 1:0 (A)                                    | 2:0 (H)                                    |
| 2001/02 | UEFA-Pokal                                 | 3. Runde                                   | Servette Genf                              | 0:3                                        | 0:0 (A)                                    | 0:3 (H)                                    |
| 2002/03 | UEFA-Pokal                                 | 1. Runde                                   | FC Aberdeen                                | 1:0                                        | 0:0 (A)                                    | 1:0 (H)                                    |
| 2002/03 | UEFA-Pokal                                 | 2. Runde                                   | APOEL Nikosia                              | 5:0                                        | 1:0 (A)                                    | 4:0 (H)                                    |
| 2002/03 | UEFA-Pokal                                 | 3. Runde                                   | FC Fulham                                  | 2:1                                        | 2:1 (H)                                    | 0:0 (A)                                    |
| 2002/03 | UEFA-Pokal                                 | Achtelfinale                               | Boavista Porto                             | (a)3:3(a)                                  | 3:2 (H)                                    | 0:1 (A)                                    |
| 2003/04 | UEFA-Pokal                                 | 1. Runde                                   | Dyskobolia Grodzisk                        | 0:1                                        | 0:0 (H)                                    | 0:1 (A)                                    |
| 2005/06 | UEFA-Pokal                                 | 1. Runde                                   | APOEL Nikosia                              | 4:1                                        | 1:0 (A)                                    | 3:1 (H)                                    |
| 2005/06 | UEFA-Pokal                                 | Gruppenphase                               | Halmstads BK                               | 1:0                                        | 1:0 (A)                                    | 1:0 (A)                                    |
| 2005/06 | UEFA-Pokal                                 | Gruppenphase                               | RC Lens                                    | 0:0                                        | 0:0 (H)                                    | 0:0 (H)                                    |
| 2005/06 | UEFA-Pokal                                 | Gruppenphase                               | Sampdoria Genua                            | 0:0                                        | 0:0 (A)                                    | 0:0 (A)                                    |
| 2005/06 | UEFA-Pokal                                 | Gruppenphase                               | Steaua Bukarest                            | 0:0                                        | 0:0 (H)                                    | 0:0 (H)                                    |
| 2005/06 | UEFA-Pokal                                 | Sechzehntelfinale                          | Rapid Bukarest                             | 0:3                                        | 0:1 (H)                                    | 0:2 (A)                                    |
| 2006/07 | UEFA-Pokal                                 | 2. Qualifikationsrunde                     | Ameri Tiflis                               | 3:2                                        | 1:0 (H)                                    | 2:2 (A)                                    |
| 2006/07 | UEFA-Pokal                                 | 1. Runde                                   | Odense BK                                  | 2:3                                        | 2:2 (H)                                    | 0:1 (A)                                    |
| 2008/09 | UEFA-Pokal                                 | 1. Qualifikationsrunde                     | FC Nistru Otaci                            | 8:1                                        | 8:1 (H)                                    | 0:0 (A)                                    |
| 2008/09 | UEFA-Pokal                                 | 2. Qualifikationsrunde                     | Interblock Ljubljana                       | 3:0                                        | 2:0 (A)                                    | 1:0 (H)                                    |
| 2008/09 | UEFA-Pokal                                 | 1. Runde                                   | St Patrick’s Athletic                      | 2:0                                        | 2:0 (H)                                    | 0:0 (A)                                    |
| 2008/09 | UEFA-Pokal                                 | Gruppenphase                               | Benfica Lissabon                           | 1:1                                        | 1:1 (H)                                    | 1:1 (H)                                    |
| 2008/09 | UEFA-Pokal                                 | Gruppenphase                               | Metalist Charkiw                           | 0:0                                        | 0:0 (A)                                    | 0:0 (A)                                    |
| 2008/09 | UEFA-Pokal                                 | Gruppenphase                               | Galatasaray Istanbul                       | 0:1                                        | 0:1 (H)                                    | 0:1 (H)                                    |
| 2008/09 | UEFA-Pokal                                 | Gruppenphase                               | Olympiakos Piräus                          | 0:4                                        | 0:4 (A)                                    | 0:4 (A)                                    |
| 2009/10 | UEFA Europa League                         | Play-offs                                  | Brøndby IF                                 | 4:3                                        | 1:2 (A)                                    | 3:1 (H)                                    |
| 2009/10 | UEFA Europa League                         | Gruppenphase                               | FK Ventspils                               | 2:1                                        | 1:1 (H)                                    | 1:0 (A)                                    |
| 2009/10 | UEFA Europa League                         | Gruppenphase                               | Sporting Lissabon                          | 1:1                                        | 0:1 (A)                                    | 1:0 (H)                                    |
| 2009/10 | UEFA Europa League                         | Gruppenphase                               | SC Heerenveen                              | 3:3                                        | 0:1 (H)                                    | 3:2 (A)                                    |
| 2009/10 | UEFA Europa League                         | Sechzehntelfinale                          | Benfica Lissabon                           | 1:5                                        | 1:1 (H)                                    | 0:4 (A)                                    |
| 2016/17 | UEFA Europa League                         | 3. Qualifikationsrunde                     | Brøndby IF                                 | 2:3                                        | 1:0 (H)                                    | 1:3 (A)                                    |
| 2017/18 | UEFA Europa League                         | Gruppenphase                               | Athletic Bilbao                            | 2:3                                        | 0:0 (H)                                    | 2:3 (A)                                    |
| 2017/18 | UEFA Europa League                         | Gruppenphase                               | Östersunds FK                              | 1:2                                        | 0:1 (A)                                    | 1:1 (H)                                    |
| 2017/18 | UEFA Europa League                         | Gruppenphase                               | Sorja Luhansk                              | 3:2                                        | 1:2 (A)                                    | 2:0 (H)                                    |

### Weitere Statistiken
(Stand: 4. Mai 2018)
- in der Bundesliga:
  - an 16 Spieltagen Spitzenreiter (zuletzt nach einem 6:1 gegen Eintracht Frankfurt am 10. August 2013)
  - insgesamt 37 Jahre Mitglied der Bundesliga
  - Teuerster Transfer der Vereinsgeschichte ist Lucas Tousart mit 25 Millionen Euro.[66]
  - Platz 12 in der Ewigen Tabelle der Bundesliga:
Gesamtbilanz: 1771 Punkte bei 1352 Spielen, 477 Siege, 340 Unentschieden und 535 Niederlagen, 1887:2102 (−215) Tore
  - höchster Heimsieg in der Bundesliga: 9:1 gegen Borussia Dortmund 1969/70.
  - höchste Heimniederlagen in der Bundesliga: 0:6 gegen den Hamburger SV 1979/80, 0:6 gegen den FC Bayern München 2011/12
  - höchster Auswärtssieg in der Bundesliga: 5:0 bei Eintracht Frankfurt 1977/78
  - höchste Auswärtsniederlage in der Bundesliga: 0:6 bei Werder Bremen 1990/91
  - Rekord für die höchste Heimzuschauerzahl in einem Spiel: 88.075 am 26. September 1969 gegen den 1. FC Köln
- in der Zweiten Bundesliga:
  - Hertha BSC hält außerdem seit dem 15. Mai 2011 den Rekord für die meisten Siege in der eingleisigen 2. Bundesliga in einer Saison; 23 von möglichen 34 Spielen konnten gewonnen werden
  - Rekord für die höchste Heimzuschauerzahl in einem Spiel (in der eingleisigen 2. Bundesliga): 77.116 am 15. Mai 2011 gegen den FC Augsburg
(Hertha BSC übertraf damit den eigenen Rekord aus dem Jahr 1997, als 75.000 Zuschauer gegen den 1. FC Kaiserslautern kamen)
  - zum Ende der Saison 2012/13 konnte sich Hertha durch einen Punktgewinn am letzten Spieltag gegen Energie Cottbus mit 76 Zählern den alleinigen Punkterekord der 2. Bundesliga sichern.

### Jahrhundertelf
Anlässlich des 111. Geburtstages im Jahr 2003 wählten die Anhänger von Hertha BSC eine Jahrhundertelf:
| Position                                                         | Spielername         | bei Hertha von / bis | Ligaspiele (Tore) | Leistungen / Erfolge |
| ---------------------------------------------------------------- | ------------------- | -------------------- | ----------------- | --- |
| Tor                                                              | Gábor Király        | 1997–2004            | 198 (0)           | Als sein Markenzeichen gilt die graue Schlabberhose. Ungarns Fußballer des Jahres 1998 bis 2001. Erreichte 1999 die Champions League. |
| Abwehr                                                           | Arne Friedrich      | 2002–2010            | 231 (14)          | Mannschaftskapitän von 2004 bis 2010. Bestritt 81 Spiele für die Nationalmannschaft.1 |
| Abwehr                                                           | Ludwig Müller       | 1972–1975            | 97 (10)           | Bildete über drei Jahre die Achse mit Horr und Beer. Deutscher Vizemeister 1975. |
| Abwehr                                                           | Uwe Kliemann        | 1974–1980            | 168 (13)          | Aufgrund seiner Körpergröße von 1,96 m als Funkturm bezeichnet. Stand 1977 und 1979 mit Hertha im DFB-Pokalfinale, wobei er bei letzterem den Gegentreffer verschuldete. Bestritt ein Spiel für die Nationalmannschaft.1 |
| Abwehr                                                           | Eyjólfur Sverrisson | 1995–2003            | 197 (12)          | Spielte zunächst als Stürmer und später als Abwehrspieler. Mitglied der Aufstiegself 1997. Erreichte 1999 die Champions League. |
| Mittelfeld                                                       | Kjetil Rekdal       | 1997–2000            | 64 (4)            | Galt als verlängerter Arm Röbers auf dem Platz und erreichte 1999 die Champions League. |
| Mittelfeld                                                       | Hanne Sobek         | 1924–1945            | 211 (169)         | Galt als Kopf der Mannschaft, die zwischen 1926 und 1931 sechsmal in Folge das Finale um die deutsche Meisterschaft erreichte, welches 1930 und 1931 siegreich bestritten wurde. Bestritt 8 Spiele (2 Tore) für die Nationalmannschaft.1 |
| Mittelfeld                                                       | Erich Beer          | 1971–1979            | 253 (83)          | Galt als Führungsspieler. Lange Zeit hielt er mit 83 Treffern den Torschützenrekord bei Hertha BSC, obwohl eigentlich als Mittelfeldspieler verpflichtet. Erst 2002/03 wurde er von Michael Preetz (84 Tore) abgelöst. Beer ist dem Verein verbunden geblieben und besucht noch oft Spiele des Vereins im Olympiastadion. Bestritt 24 Spiele (7 Tore) für die Nationalmannschaft.1 |
| Mittelfeld                                                       | Marcelinho          | 2001–2006            | 165 (65)          | Zählte zu den wichtigsten Spielern des Vereins, da er als technisch begabter Spieler galt und auch die Rolle des Spielgestalters im Mittelfeld übernehmen konnte. Erzielte unter anderem das Tor des Monats Juli 2001 und April 2005. Nach einigen Disziplinlosigkeiten musste er den Verein verlassen.                                                                            |
| Sturm                                                            | Axel Kruse          | 1989–1991 1996–1998  | 64 (24)           | Mitglied der Aufstiegself 1990 und 1997. Musste seine Karriere verletzungsbedingt beenden. |
| Sturm                                                            | Michael Preetz      | 1996–2003            | 227 (93)          | Mitglied der Aufstiegself 1997. Bundesliga-Torschützenkönig 1999 und über Jahre hinweg der beste Torschütze. Rekordtorjäger von Hertha BSC in der Bundesliga. Erreichte 1999 die Champions League. Bestritt 7 Spiele (3 Tore) für die Nationalmannschaft.1 Von Juni 2009 bis zum Januar 2021 war er Manager und Geschäftsführer der Alten Dame.                                    |
| Ersatzbank                                                       |                     |                      |                   | |
| Tor                                                              | Norbert Nigbur      | 1976–1979            | 101 (0)           | Erreichte 1977 und 1979 das DFB-Pokal-Finale. |
| Abwehr                                                           | Hans Weiner         | 1972–1979 1984–1986  | 283 (15)          | Galt als zuverlässiger Abwehrorganisator. Deutscher Vize-Meister 1975. Erreichte 1977 und 1979 das DFB-Pokal-Finale. |
| Abwehr                                                           | Otto Rehhagel       | 1963–1966            | 78 (9)            | Spielte im ersten Bundesliga-Spiel von Hertha. |
| Mittelfeld                                                       | Lorenz Horr         | 1969–1977            | 240 (75)          | Gehörte mit Beer zur Achse der Mannschaft, die in den 1970er Jahren für Furore sorgte. Wurde 1975 deutscher Vize-Meister. Erreichte das DFB-Pokal-Finale 1977. |
| Sturm                                                            | Karl-Heinz Granitza | 1976–1979            | 73 (34)           | Galt als erfolgreicher Stürmer und erreichte 1977 und 1979 das DFB-Pokal-Finale. |
| 1Angegeben sind nur Länderspiele während seiner Zeit bei Hertha. |                     |                      |                   | |

### Weitere bekannte Spieler

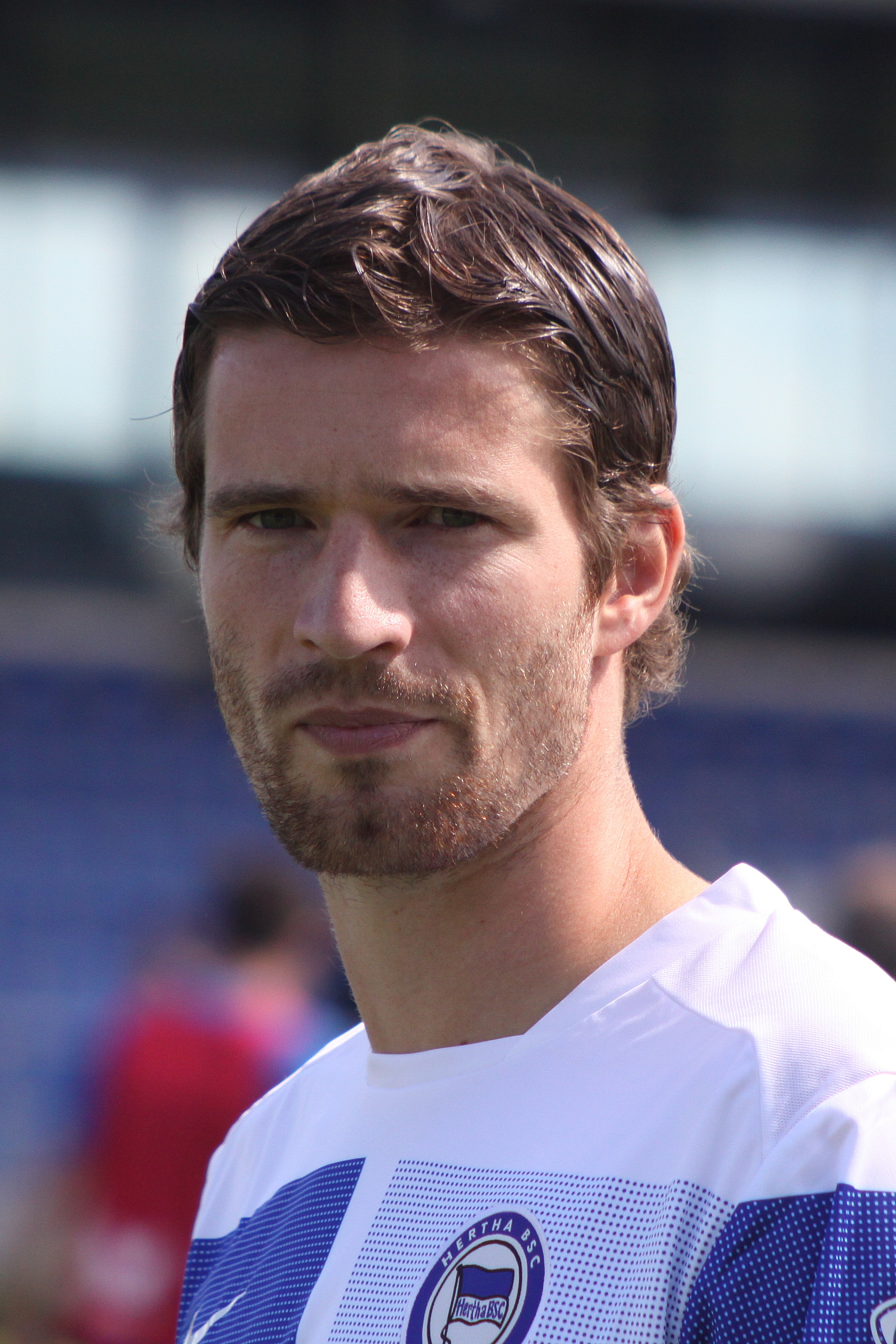
Arne Friedrich

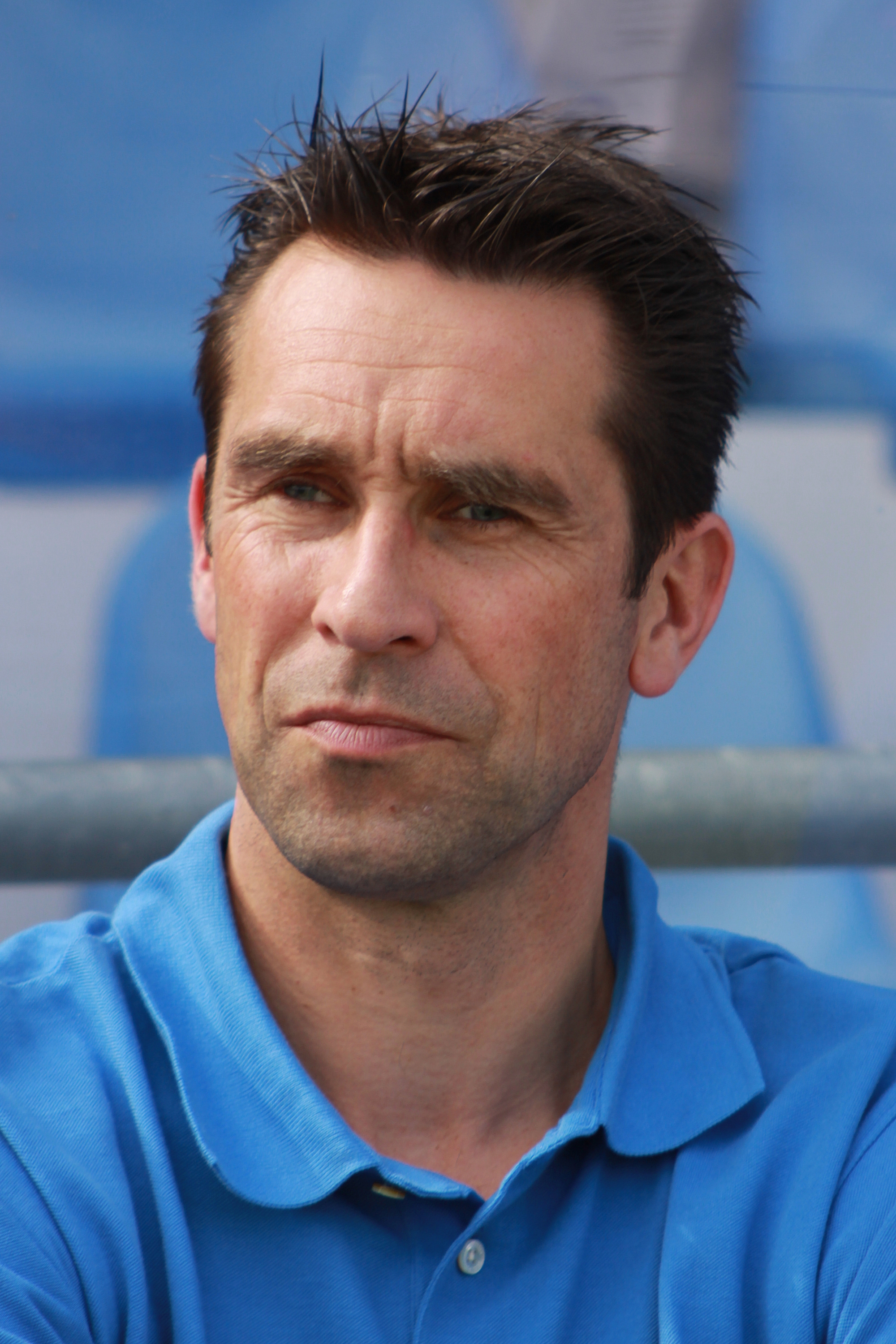
Michael Preetz

| - Hans-Joachim Altendorff - Alex Alves - Bram Appel - Hans Appel - Hakan Balta - Mario Basler - Yıldıray Baştürk - Stefan Beinlich, „Paule“ - Jérôme Boateng - Kevin-Prince Boateng - Fredi Bobic - Rainer Bonhof - Holger Brück - Franz Brungs - Ali Daei - Pál Dárdai - Sebastian Deisler - Jaroslav Drobný - Patrick Ebert - Hans „Gustav“ Eder, auch Trainer - Helmut Faeder - Wolfgang Fahrian - Malik Fathi - Karl-Heinz Ferschl - Christian Fiedler - Gernot Fraydl - Wolfgang Gayer, „Mozart“ - Theofanis Gekas - László Gergely | - Gilberto da Silva Melo, „Gilberto“ - Falko Götz - Gerhard Grau - Theo Gries - Lothar Groß, „Wanze“ - Volkmar Groß - John Heitinga - Thomas Helmer - Erwin Hermandung - Walter Junghans - Gojko Kačar - Steffen Karl - Sami Khedira - Gábor Király - Wolfgang Kleff - Andreas Köpke - Niko Kovač - Hans Kreische - Axel Kruse - Kurt Lehmann - İlhan Mansız - Jürgen Milewski - Jürgen Mohr - Andreas Neuendorf, „Zecke“ - Ivica Olić - Marko Pantelić - Hans-Jürgen Sperlich - Arno Steffenhagen - Bernd Patzke - Roberto Pinto - Łukasz Piszczek | - Raffael - Uwe Rahn - Carsten Ramelow - Marko Rehmer - Giuseppe Reina, „Billy“ - Thomas Remark - Rolf Rohrberg - Bryan Roy - Jürgen Rumor - Sejad Salihović - Helmut Schön, auch Trainer (1950) - Wolfgang Sidka - Josip Šimunić - Jürgen Sundermann - Michael Sziedat - Alphonse Tchami - Karl Tewes - Andreas Thom - René Tretschok - Zoltán Varga - Sixten Veit - Tasso Wild - Uwe Witt - Horst Wolter - Andrij Woronin - Dariusz Wosz, „Zaubermaus“ - Thomas Zander |

### Trainer seit 1950
| Trainer            | von           | bis           |
| ------------------ | ------------- | ------------- |
| Helmut Schön       | 1. Juli 1950  | 31. Dez. 1950 |
| Josef Schneider    | 1. Jan. 1951  | 30. Juni 1953 |
| Paul Gehlhaar      | 1. Juli 1953  | 30. Juni 1956 |
| Helmuth Krüger     | 1. Juli 1956  | 30. Juni 1957 |
| Heinz Carolin      | 1. Juli 1957  | 19. Nov. 1957 |
| Gerhard Graf       | 20. Nov. 1957 | 30. Juni 1960 |
| Hanne Sobek        | 1. Juli 1960  | 30. Juni 1963 |
| Josef Schneider    | 1. Juli 1963  | 8. März 1965  |
| Gerhard Schulte    | 9. März 1965  | 30. Juni 1966 |
| Helmut Kronsbein   | 1. Aug. 1966  | 13. März 1974 |
| Hans „Gustav“ Eder | 14. März 1974 | 30. Juni 1974 |
| Dettmar Cramer     | 1. Juli 1974  | 9. Juli 1974  |
| Hans „Gustav“ Eder | 10. Juli 1974 | 16. Juli 1974 |
| Georg Keßler       | 17. Juli 1974 | 30. Juni 1977 |
| Kuno Klötzer       | 1. Juli 1977  | 27. Okt. 1979 |
| Hans „Gustav“ Eder | 28. Okt. 1979 | 26. Dez. 1979 |
| Helmut Kronsbein   | 27. Dez. 1979 | 30. Juni 1980 |
| Uwe Klimaschefski  | 1. Juli 1980  | 10. Dez. 1981 |
| Georg Gawliczek    | 11. Dez. 1981 | 10. Dez. 1983 |
| Martin Luppen      | 11. Dez. 1983 | 30. Juni 1984 |
| Uwe Kliemann       | 1. Juli 1984  | 10. Nov. 1985 |
| Hans „Gustav“ Eder | 11. Nov. 1985 | 31. Dez. 1985 |
| Rudi Gutendorf     | 1. Jan. 1986  | 18. Apr. 1986 |
| Jürgen Sundermann  | 19. Apr. 1986 | 8. Okt. 1988  |
| Werner Fuchs       | 9. Okt. 1988  | 12. Nov. 1990 |
| Pál Csernai        | 13. Nov. 1990 | 12. März 1991 |
| Peter Neururer     | 13. März 1991 | 28. Mai 1991  |
| Karsten Heine      | 28. Mai 1991  | 30. Juni 1991 |
| Bernd Stange       | 1. Juli 1991  | 18. Aug. 1992 |
| Günter Sebert      | 21. Aug. 1992 | 20. Okt. 1993 |
| Uwe Reinders       | 21. Okt. 1993 | 23. März 1994 |
| Karsten Heine      | 24. März 1994 | 18. Dez. 1995 |
| Jürgen Röber       | 1. Jan. 1996  | 6. Feb. 2002  |
| Falko Götz         | 7. Feb. 2002  | 30. Juni 2002 |
| Huub Stevens       | 1. Juli 2002  | 4. Dez. 2003  |
| Andreas Thom       | 4. Dez. 2003  | 17. Dez. 2003 |
| Hans Meyer         | 20. Dez. 2003 | 30. Juni 2004 |
| Falko Götz         | 1. Juli 2004  | 10. Apr. 2007 |
| Karsten Heine      | 10. Apr. 2007 | 30. Juni 2007 |
| Lucien Favre       | 1. Juli 2007  | 28. Sep. 2009 |
| Karsten Heine      | 28. Sep. 2009 | 3. Okt. 2009  |
| Friedhelm Funkel   | 3. Okt. 2009  | 30. Juni 2010 |
| Markus Babbel      | 1. Juli 2010  | 18. Dez. 2011 |
| Rainer Widmayer    | 18. Dez. 2011 | 31. Dez. 2011 |
| Michael Skibbe     | 1. Jan. 2012  | 12. Feb. 2012 |
| René Tretschok     | 14. Feb. 2012 | 19. Feb. 2012 |
| Otto Rehhagel      | 20. Feb. 2012 | 30. Juni 2012 |
| Jos Luhukay        | 1. Juli 2012  | 5. Feb. 2015  |
| Pál Dárdai         | 5. Feb. 2015  | 18. Mai 2019  |
| Ante Čović         | 1. Juli 2019  | 26. Nov. 2019 |
| Jürgen Klinsmann   | 27. Nov. 2019 | 11. Feb. 2020 |
| Alexander Nouri    | 11. Feb. 2020 | 9. Apr. 2020  |
| Bruno Labbadia     | 13. Apr. 2020 | 23. Jan. 2021 |
| Pál Dárdai         | 25. Jan. 2021 | 28. Nov. 2021 |
| Tayfun Korkut      | 29. Nov. 2021 | 13. März 2022 |
| Felix Magath       | 14. März 2022 | 23. Mai 2022  |
| Sandro Schwarz     | 19. Juni 2022 | 16. Apr. 2023 |
| Pál Dárdai         | 16. Apr. 2023 | 6. Juni 2024  |
| Cristian Fiél      | 1. Juli 2024  | 16. Feb. 2025 |
| Stefan Leitl       | 17. Feb. 2025 | heute         |

### Präsidenten seit 1892
| Amtszeit              | Präsident               |
| --------------------- | ----------------------- |
| ..00001892–..00001893 | Ernst Wisch             |
| ..00001893–..00001894 | Lothar Winnistädt       |
| 28.07.1894–29.09.1894 | Max Hitschke            |
| 29.09.1894–05.10.1895 | Lothar Winnistädt       |
| 05.10.1895–11.04.1896 | Alex Kolze              |
| 11.04.1896–03.10.1896 | Hermann Seeliger        |
| 03.10.1896–30.09.1899 | Lothar Winnistädt       |
| 30.09.1899–..00001901 | Emil Schlag             |
| ..00000000–..00000000 | –                       |
| ..00001909–.0008.1927 | Wilhelm Wernicke        |
| .0008.1927–28.06.1928 | Emil Schlag             |
| 28.06.1928–04.07.1929 | Wilhelm Wernicke        |
| 04.07.1929–05.11.1930 | Emil Schlag             |
| 05.11.1930–27.06.1933 | Wilhelm Wernicke        |
| 27.06.1933–10.01.1936 | Hans Pfeiffer           |
| 10.01.1936–27.04.1940 | Gottfried Rinderspacher |
| 27.04.1940–01.08.1945 | Karl Windgassen         |
| 01.08.1945–01.08.1946 | Wilhelm Wernicke        |
| 01.08.1946–01.01.1947 | Alfred Stahr            |
| 01.01.1947–07.04.1947 | Karl Vossen             |
| 07.04.1947–17.03.1953 | Karl Windgassen         |
| 17.03.1953–27.09.1959 | Heinz Heydebreck        |
| 27.09.1959–22.04.1963 | Hans Höhne              |
| 22.04.1963–18.02.1965 | Siegfried Schmidt       |
| 18.02.1965–23.06.1965 | Johannes Sobek          |
| 23.06.1965–11.07.1967 | Hans Höhne              |
| 11.07.1967–03.10.1968 | Heinz Lohmüller         |
| 03.10.1968–15.05.1972 | Gerhard Bautz           |
| 15.05.1972–23.09.1974 | Heinz Warnecke          |
| 23.09.1974–07.09.1976 | Hans-Jörg Klotz         |
| 07.09.1976–29.11.1979 | Ottomar Domrich         |
| 29.11.1979–25.11.1985 | Wolfgang Holst          |
| 25.11.1985–26.09.1994 | Heinz Roloff            |
| 26.09.1994–15.09.1998 | Manfred Zemaitat        |
| 24.09.1998–06.09.2000 | Walter Müller           |
| 06.09.2000–23.05.2008 | Bernd Schiphorst        |
| 23.05.2008–24.05.2022 | Werner Gegenbauer       |
| 26.06.2022–16.01.2024 | Kay Bernstein           |
| seit 16.01.2024       | Fabian Drescher         |

## Die Mannschaft

### Aktueller Kader 2025/26
Stand: 8. August 2025
| Nr.        | Nat.               | Spieler                | Geburtstag    | bei Hertha seit | Vertrag bis |
| Tor        | Tor                | Tor                    | Tor           | Tor             | Tor         |
| ---------- | ------------------ | ---------------------- | ------------- | --------------- | ----------- |
| 01         | Deutschland        | Tjark Ernst            | 15. März 2003 | 2022            | 2027        |
| 12         | Deutschland        | Dennis Smarsch         | 14. Jan. 1999 | 2024            | 2026        |
| 35         | Deutschland        | Marius Gersbeck        | 20. Juni 1995 | 2023            | 2026        |
| 43         | Deutschland        | Tim Goller             | 26. Jan. 2005 | 2017            | 2027        |
| Abwehr     |                    |                        |               |                 |             |
| 02         | Deutschland        | Julian Eitschberger    | 5. März 2004  | 2017            | 2027        |
| 03         | Uruguay            | Agustín Rogel          | 17. Okt. 1997 | 2022            | 2026        |
| 25         | Vereinigte Staaten | John Anthony Brooks    | 28. Jan. 1993 | 2024            | 2026        |
| 27         | Deutschland        | Niklas Kolbe           | 27. Dez. 1996 | 2025            | 2027        |
| 31         | Ungarn             | Márton Dárdai          | 12. Feb. 2002 | 2012            | 2028        |
| 33         | Polen              | Michał Karbownik       | 13. März 2001 | 2023            | 2026        |
| 37         | Deutschland        | Toni Leistner          | 19. Aug. 1990 | 2023            | 2026        |
| 41         | Deutschland        | Pascal Klemens         | 23. Feb. 2005 | 2015            | 2026        |
| 42         | Niederlande        | Deyovaisio Zeefuik     | 11. März 1998 | 2020            | 2027        |
| 44         | Deutschland        | Linus Gechter          | 27. Feb. 2004 | 2015            | 2027        |
| 46         | Deutschland        | Tim Hoffmann           | 26. Feb. 2005 | 2017            | 2026        |
| Mittelfeld |                    |                        |               |                 |             |
| 05         | Deutschland        | Leon Jensen            | 19. Mai 1997  | 2025            | 2027        |
| 06         | Deutschland        | Diego Demme            | 21. Nov. 1991 | 2024            | 2026        |
| 08         | Deutschland        | Kevin Sessa            | 6. Juli 2000  | 2024            | 2027        |
| 10         | Frankreich         | Michaël Cuisance       | 16. Aug. 1999 | 2024            | 2029        |
| 14         | Deutschland        | Maurice Krattenmacher  | 11. Aug. 2005 | 2025            | 2026        |
| 21         | Deutschland        | Boris Lum U19          | 2. Okt. 2007  | 2016            | 2026        |
| 23         | Deutschland        | Kennet Eichhorn U17    | 27. Juli 2009 | 2017            |             |
| 29         | Albanien           | Dion Ajvazi            | 10. Feb. 2004 | 2017            | 2027        |
| 30         | Deutschland        | Paul Seguin            | 29. März 1995 | 2025            | 2027        |
| Angriff    |                    |                        |               |                 |             |
| 09         | Polen              | Dawid Kownacki         | 14. März 1997 | 2025            | 2026        |
| 11         | Deutschland        | Fabian Reese           | 29. Nov. 1997 | 2023            | 2030        |
| 17         | Danemark           | Sebastian Grønning     | 3. Feb. 1997  | 2025            | 2027        |
| 18         | Deutschland        | Luca Schuler           | 22. März 1999 | 2024            | 2027        |
| 22         | Deutschland        | Marten Winkler         | 31. Okt. 2002 | 2015            | 2027        |
| 24         | Island             | Jón Dagur Þorsteinsson | 26. Nov. 1998 | 2024            | 2027        |

### Transfers 2025/26
| Zugänge               | Zugänge                               | Zugänge |
| Spieler               | Abgebender Verein                     |         |
| Sommerpause 2025      | Sommerpause 2025                      |         |
| --------------------- | ------------------------------------- | ------- |
| Julian Eitschberger   | Rot-Weiss Essen (Leihende)            |         |
| Sebastian Grønning    | FC Ingolstadt 04                      |         |
| Leon Jensen           | Karlsruher SC                         |         |
| Niklas Kolbe          | SSV Ulm 1846                          |         |
| Dawid Kownacki        | Werder Bremen (Leihe)                 |         |
| Maurice Krattenmacher | FC Bayern München (Leihe)             |         |
| Robert Kwasigroch     | Fortuna Düsseldorf (Leihende)         |         |
| Agustín Rogel         | Internacional Porto Alegre (Leihende) |         |
| Paul Seguin           | FC Schalke 04                         |         |

| Abgänge               | Abgänge             | Abgänge |
| Spieler               | Aufnehmender Verein |         |
| Sommerpause 2025      | Sommerpause 2025    |         |
| --------------------- | ------------------- | ------- |
| Andreas Bouchalakis   | Vertragsende        |         |
| Palkó Dárdai          | Puskás Akadémia FC  |         |
| Bradley Ibrahim       | Plymouth Argyle *   |         |
| Jonjoe Kenny          | PAOK Thessaloniki   |         |
| Ibrahim Maza          | Bayer 04 Leverkusen |         |
| Florian Niederlechner | TSV 1860 München    |         |
| Kélian Nsona          | Casa Pia AC *       |         |
| Smail Prevljak        | NK Istra            |         |
| Derry Scherhant       | SC Freiburg         |         |
| Luca Wollschläger     | 1. FC Saarbrücken   |         |
| nach Saisonbeginn     |                     |         |
| Robert Kwasigroch     | Al-Markhiya SC      |         |

### Aktueller Trainerstab
| Name            | Funktion                 |
| --------------- | ------------------------ |
| Stefan Leitl    | Cheftrainer              |
| Andre Mijatović | Co-Trainer               |
| Andreas Menger  | Torwarttrainer           |
| Henrik Kuchno   | Athletiktrainer (Leiter) |
| Hendrik Vieth   | Athletiktrainer (Reha)   |

## Hertha BSC II

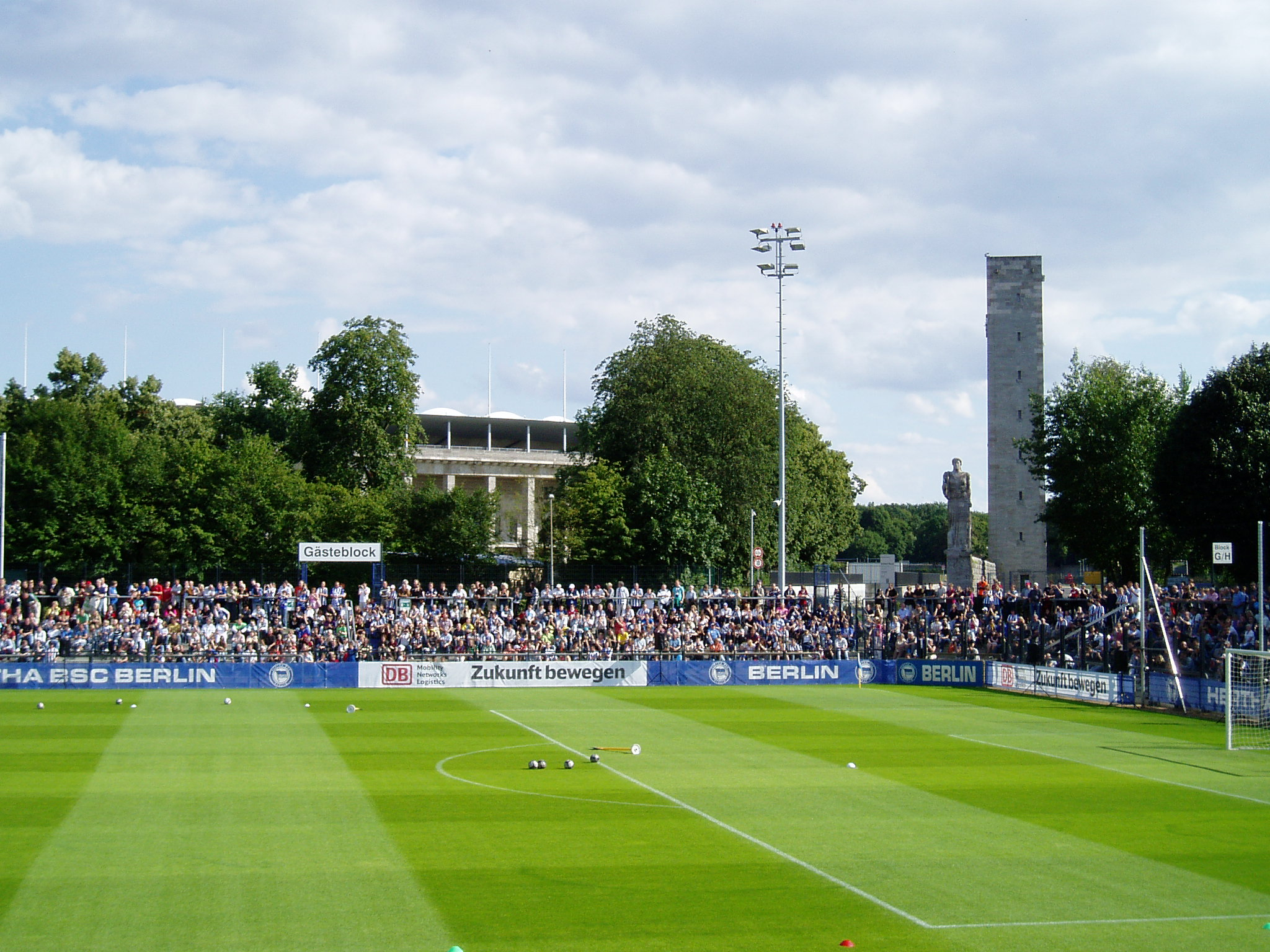
Im Amateurstadion trägt Herthas U23 seine Heimspiele aus

| Saison | Liga                    | Platz (von) |
| --- | ----------------------- | ----------- |
| 1975/76 | Amateurliga Berlin      | 2 (18)      |
| 1976/77 | Amateurliga Berlin      | 2 (16)      |
| 1977/78 | Amateurliga Berlin      | 6 (16)      |
| 1978/79 | Amateur-Oberliga Berlin | 3 (16)      |
| 1979/80 | Amateur-Oberliga Berlin | 4 (16)      |
| 1980/81 | Amateur-Oberliga Berlin | 7 (16)      |
| 1981/82 | Amateur-Oberliga Berlin | 10 (16)     |
| 1982/83 | Amateur-Oberliga Berlin | 8 (16)      |
| 1983/84 | Amateur-Oberliga Berlin | 4 (16)      |
| 1984/85 | Amateur-Oberliga Berlin | 11 (16)     |
| 1985/86 1 | Amateur-Oberliga Berlin | 10 (16)     |
| 1986/87 |                         |             |
| 1987/88 |                         | 1           |
| 1988/89 | Amateur-Oberliga Berlin | 6 (17)      |
| 1989/90 | Amateur-Oberliga Berlin | 2 (17)      |
| 1990/91 | Amateur-Oberliga Berlin | 6 (16)      |
| 1991/92 | Oberliga Nordost Mitte  | 4 (20)      |
| 1992/93 | Oberliga Nordost Mitte  | 6 (17)      |
| 1993/94 | Oberliga Nordost Mitte  | 5 (16)      |
| 1994/95 | Regionalliga Nordost    | 16 (18)     |
| 1995/96 | Regionalliga Nordost    | 17 (18)     |
| 1996/97 | Oberliga Nordost Nord   | 10 (16)     |
| 1997/98 | Oberliga Nordost Nord   | 2 (16)      |
| 1998/99 | Oberliga Nordost Nord   | 1 (16)      |
| 1999/2000 | Regionalliga Nordost    | 11 (18)     |
| 2000/01 | Oberliga Nordost Nord   | 2 (18)      |
| 2001/02 | Oberliga Nordost Nord   | 1 (18)      |
| 2002/03 | Oberliga Nordost Nord   | 2 (19)      |
| 2003/04 | Oberliga Nordost Nord   | 1 (19)      |
| 2004/05 | Regionalliga Nord       | 12 (19)     |
| 2005/06 | Regionalliga Nord       | 7 (19)      |
| 2006/07 | Regionalliga Nord       | 18 (19)     |
| 2007/08 | Oberliga Nordost Nord   | 1 (16)      |
| 2008/09 | Regionalliga Nord       | 12 (18)     |
| 2009/10 | Regionalliga Nord       | 11 (18)     |
| 2010/11 | Regionalliga Nord       | 7 (18)      |
| 2011/12 | Regionalliga Nord       | 14 (18)     |
| 2012/13 | Regionalliga Nordost    | 5 (16)      |
| 2013/14 | Regionalliga Nordost    | 12 (16)     |
| 2014/15 | Regionalliga Nordost    | 6 (16)      |
| 2015/16 | Regionalliga Nordost    | 10 (18)     |
| 2016/17 | Regionalliga Nordost    | 9 (18)      |
| 2017/18 | Regionalliga Nordost    | 8 (18)      |
| 2018/19 | Regionalliga Nordost    | 4 (18)      |
| 2019/20 | Regionalliga Nordost    | 5 (18)      |
| 2020/21 | Regionalliga Nordost    | 12 (20)     |
| 2021/22 | Regionalliga Nordost    | 8 (20)      |
| 2022/23 | Regionalliga Nordost    | 9 (18)      |
| 2023/24 | Regionalliga Nordost    | 14 (18)     |
| 2024/25 | Regionalliga Nordost    | 10 (18)     |
| 1 Abstieg durch den Abstieg der 1. Mannschaft Aufstieg Abstieg Teilnahme an der Amateurmeisterschaft In der Aufstiegs-Relegation verloren |                         |             |

### Anfänge
Nachdem es schon bei der Vereinsgründung eine zweite Mannschaft von Hertha gegeben hatte, wurde diese mit der Einführung des Vertragsspieler-Statuts 1950 unter dem Namen Amateure neu gegründet. Doch erst zur Saison 1956/57 nahmen die Amateure in der 3. Klasse teil und beendeten diese auf Platz 6. 1964/65 wurde unter Otto Friedrich und Heinz Jeske der Aufstieg in die B-Klasse gefeiert und bereits im folgenden Jahr konnte erneut aufgestiegen werden. 1975 stiegen die Hertha Amateure in die Amateurliga Berlin auf. Dort konnte 1975/76 auf Anhieb die Vizemeisterschaft hinter SC Union 06 Berlin gefeiert werden, wodurch man sich für die deutsche Amateurmeisterschaft 1976 qualifizierte. Jedoch erfolgte dort gegen SC Concordia von 1907 das Aus bereits in der ersten Runde. Parallel zum guten Abschneiden in der Liga konnte im Finale des Landespokals der BFC Preussen mit 4:1 bezwungen werden. 1976/77 spielte die zweite Mannschaft von Hertha BSC deshalb erstmals im DFB-Pokal. Doch war bereits der DJK Gütersloh in Runde eins eine Nummer zu groß. Bis 1986 spielten die Amateure in der Amateur-Oberliga Berlin, dann stieg die Profimannschaft ebenfalls in die dritte Liga ab, weswegen die Amateurelf zwangsabsteigen musste. Erst nachdem den Profis 1988 der Wiederaufstieg in die Zweitklassigkeit gelungen war, durften die Amateure ebenfalls wieder aufsteigen. Nach der durch die Wende erforderlich gewordenen Reform des Ligensystems spielten die Amateure 1991/92 in der neuen Oberliga Nordost. In derselben Spielzeit sicherten sich die Hertha-Amateure durch ein 1:0 im Finale um den Berliner Pokal gegen die Reinickendorfer Füchse die Teilnahme am DFB-Pokal 1992/93.

### Einzug ins DFB-Pokal-Finale 1993
Unter Trainer Jochem Ziegert sorgte die ausschließlich aus sogenannten „Feierabendkickern“ zusammengesetzte Mannschaft deutschlandweit für Furore. Die Amateure stiegen erst in der 2. Runde des Wettbewerbs ein, wo die SGK Heidelberg mit 3:0 bezwungen wurde. In der 3. Runde wurde der Zweitligist VfB Leipzig mit 4:2 bezwungen. Auch das Achtelfinale gegen den Titelverteidiger Hannover 96 konnte durch ein spätes Tor mit 4:3 gewonnen werden. In dieser Runde scheiterte bereits die Profiabteilung am späteren Sieger Bayer 04 Leverkusen. Im Viertelfinale, das aufgrund des hohen Zuschauerinteresses im Mommsenstadion ausgetragen wurde, gegen den Bundesligisten 1. FC Nürnberg sahen dann schon fast 14.000 Zuschauer, wie erneut der haushohe Favorit mit 2:1 geschlagen nach Hause fahren musste. Das Halbfinale gegen den Chemnitzer FC vor 56.500 Zuschauern im Olympiastadion wurde von Beginn an dominiert, und somit stand 1993 erstmals eine zweite Mannschaft im Finale des DFB-Pokals und hätte dem Gesamtverein, der noch nie den DFB-Pokal gewonnen hat, zum ersten Mal den Titel bescheren können. Dort trafen die „Hertha-Bubis“, wie die Amateure mittlerweile genannt wurden, auf Bayer Leverkusen. Vor über 76.000 Zuschauern im ausverkauften Olympiastadion ließ ein Kopfballtor in der 77. Minute durch Ulf Kirsten alle Hoffnungen auf den Titelgewinn platzen. Mit der Einführung der neuen dritten Liga zur Saison 2008/09 wurde die Teilnahme von Zweitmannschaften am Pokal ausgesetzt.
Mit folgender Mannschaft spielten die Bubis im Finale: Christian Fiedler – Sven Meyer – Oliver Schmidt (73. Sascha Höpfner), Karsten Nied – Gerald Klews, Andreas Schmidt, Oliver Holzbecher, Wolfgang Kolczyk – Carsten Ramelow – Sven Kaiser, Ayhan Gezen

### Zwischen Regional- und Oberliga
Zur Saison 1994/95 wurde die neue Regionalliga eingeführt, in der die Amateure auf stärkere Konkurrenz als zuvor trafen und schon 1996 abstiegen. Nach drei Jahren in der Oberliga gelang zur Spielzeit 1999/2000 der Wiederaufstieg, allerdings musste man trotz Platz 11 aufgrund einer erneuten Ligareform umgehend wieder absteigen. In der Oberliga spielte man gut mit und konnte 2001/02 sogar die Staffel gewinnen. Gegen Dynamo Dresden wurde dann aber der Aufstieg in der Relegation verfehlt. Zwei Jahre später wurde dann in ebendieser der VFC Plauen ausgeschaltet. In den beiden Relegationsspielen erzielte Alexander Ludwig vier Tore und wurde damit zum Aufstiegshelden. Erst 2006/07 erfolgte der Abstieg, doch schon im Jahr darauf gelang der Wiederaufstieg.

### Aktuelle Situation
Zur Saison 2013/14 wurde Herthas U23 von Jörg Schwanke übernommen, nachdem Karsten Heine sie neun Jahre lang trainiert hatte. Seit der Saison 2011/12 soll die junge Mannschaft außerdem von erfahrenen Spielern wie Andreas Neuendorf angeführt werden. Nach zuletzt sechs sieglosen Spielen in Folge und dem damit verbundenen letzten Platz in der Regionalliga Nordost übernahm Ante Čović, bis dahin Fußballlehrer und Trainer der U19, nach dem 13. Spieltag den Trainerposten der U23. Jörg Schwanke blieb der Hertha aber bis zu seinem Wechsel als Trainer von SV Empor Berlin im Oktober 2017 in anderen Positionen erhalten. Čović erreichte in dieser Saison noch den 13. Tabellenplatz und in den nächsten Jahren (14/15, 15/16 und 16/17) den 6., 10. und 9. Platz.
Nachdem Čović zur Saison 2019/20 die Profimannschaft von Hertha BSC übernommen hatte, wurde Andreas Neuendorf zum Cheftrainer der U23 befördert. Nachdem dieser im Januar 2021 Co-Trainer von Pál Dárdai bei der Profimannschaft geworden war, übernahmen die bisherigen Co-Trainer Malik Fathi und Levent Selim die Mannschaft als gleichberechtigte Doppelspitze bis zum Saisonende. Zur Saison 2021/22 kehrte Čović, der bereits Ende November 2019 als Cheftrainer der Profis freigestellt worden war, als Cheftrainer zurück.

### Erfolge
- Berliner Pokalsieger: 1976, 1992 und 2004
- DFB-Pokal-Finalist: 1993

## Jugend

### Erfolge
A-Junioren (U19):
- Deutscher Meister: 2018
- DFB-Junioren-Vereinspokal: 2004, 2015

B1-Junioren (U17):
- Deutscher Meister: 2000, 2003, 2005, 2012

### Bekannte ehemalige Jugendspieler
Im Folgenden eine Auswahl von Spielern, die vor ihrem ersten Profieinsatz mindestens ein Jahr in der Jugendabteilung von Hertha aktiv waren und während ihrer Profilaufbahn mindestens 50 Spiele in einer der fünf „großen“ Ligen Bundesliga (beziehungsweise vor 1963 in der Oberliga), Premier League, Primera División, Serie A und Ligue 1 absolviert haben (in der Klammer ist das Geburtsjahr des Spielers angegeben). Fettgedruckte Spieler stehen im aktuellen Profikader.
Stand: 8. Oktober 2023
- Robert Andrich (1994)
- Änis Ben-Hatira (1988)
- Jérôme Boateng (1988)
- Kevin-Prince Boateng (1987)
- John Anthony Brooks (1993)
- Sofian Chahed (1983)
- Christoph Dabrowski (1978)
- Ashkan Dejagah (1986)
- Patrick Ebert (1987)
- Peter Enders (1948)
- Malik Fathi (1983)
- Christian Fiedler (1975)
- Fabian Holland (1990)
- Norbert Janzon (1950)
- Benjamin Köhler (1980)
- Christopher Lenz (1994)
- Assani Lukimya (1986)
- Alexander Madlung (1982)
- Arne Maier (1999)
- Thorben Marx (1981)
- Maximilian Mittelstädt (1997)
- Alfredo Morales (1990)
- Luca Netz (2003)
- Jessic Ngankam (2000)
- Maximilian Philipp (1994)
- Carsten Ramelow (1974)
- Sejad Salihović (1984)
- Lazar Samardžić (2002)
- Manuel Schmiedebach (1988)
- Oliver Schröder (1980)
- Nico Schulz (1993)
- Jordan Torunarigha (1997)
- İlyas Tüfekçi (1960)
- Thomas Zander (1951)

## Frauenfußball
Schon in den 1920er Jahren hatte die Hertha kurzzeitig eine Frauenmannschaft. Im Jahr 1978 wurde dann bei der Hertha erneut eine neue Damenfußballmannschaft gegründet. Das Team existierte dann circa zehn Jahre.
Im Februar 2009 wurde bekannt gegeben, dass Hertha BSC mit der Frauenabteilung des 1. FC Lübars kooperiert. Fortan spielten die Frauen in den Vereinsfarben von Hertha BSC. Die Unterstützung umfasste die Bereiche Mannschaftsausstattung und Sponsorenakquise. Die Mannschaft spielte in der 2. Frauen-Bundesliga Nord. Im Jahre 2015 wurde die Mannschaft Zweitliga-Meister, verzichtete aber aus finanziellen Gründen auf den Aufstieg. Ein Jahr später beendete Hertha BSC die Kooperation.
Von 2020 bis 2022 bestand eine Kooperation mit dem 1. FFC Turbine Potsdam. Diese wurde beendet, weil man eine eigene Mannschaft stellen wollte.
Zum Sommer 2023 übernahm man alle Mädchen- und Frauenmannschaften von Hertha 03 Zehlendorf, von denen einige 2025 nach Zehlendorf zurückkehrten. Die erste Mannschaft spielt weiter in der drittklassigen Regionalliga Nordost und trägt ihre Spiele auf dem Platz Hueppe I im Olympiapark aus. Die weiteren Mannschaften spielen auf dem Ernst-Reuter-Sportfeld in Zehlendorf.

## Stadion

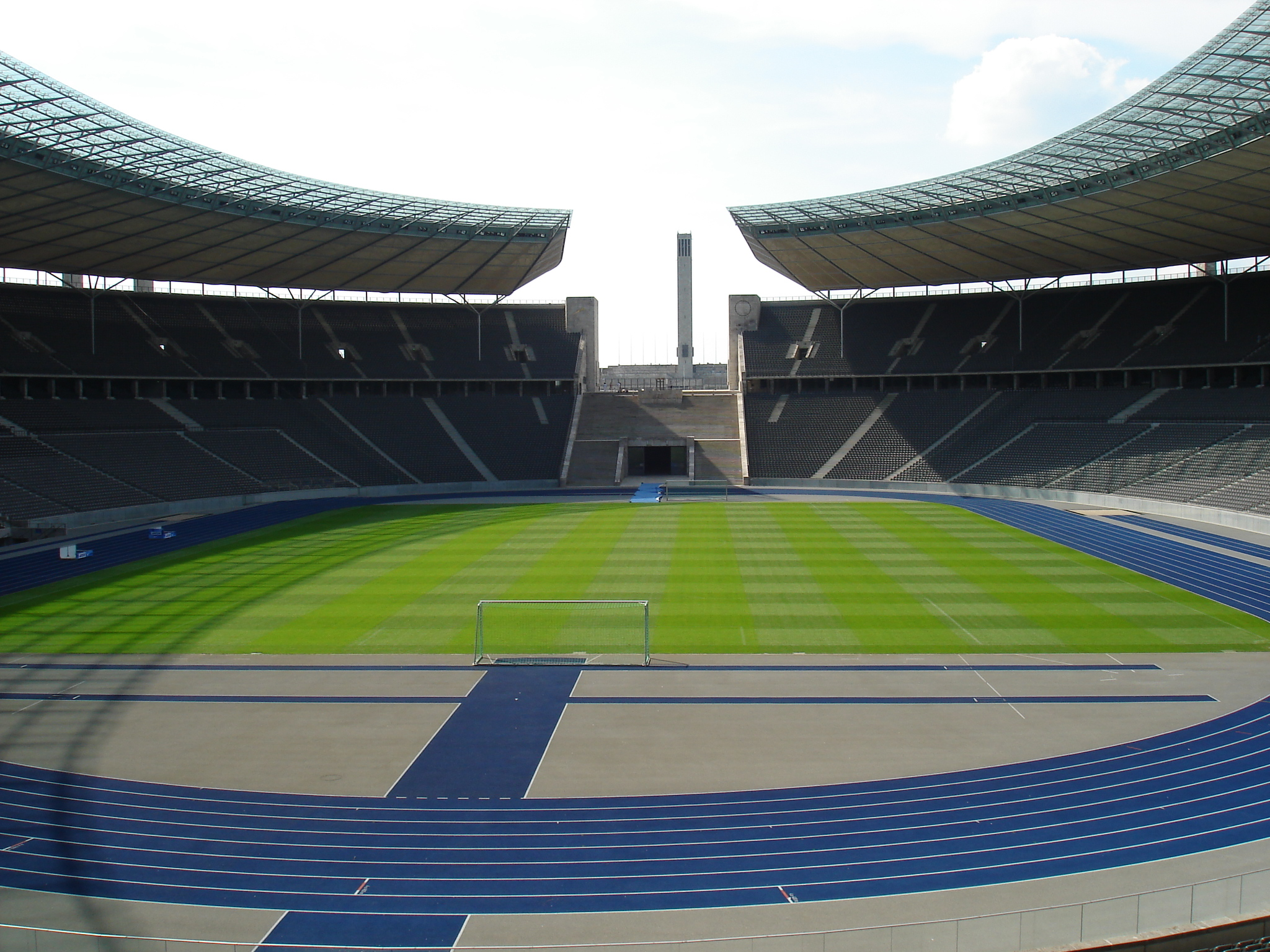
Das Olympiastadion nach dem Umbau 2004

Hertha BSC trägt mit Unterbrechungen seit 1963 seine Heimspiele im Berliner Olympiastadion aus, welches anlässlich der Olympischen Sommerspiele 1936 erbaut wurde. Das Stadion fasst nach dem letzten Umbau aktuell 74.649 Zuschauer und beherbergt inzwischen einen eigenen Hertha-BSC-Fanshop. Das Stadion wurde zweimal, im Jahr 1974 und in dem Zeitraum zwischen 2000 und 2004, jeweils anlässlich einer bevorstehenden Fußball-Weltmeisterschaft ausgebaut. Zur WM 1974 wurde die Arena zunächst teilüberdacht, im Vorfeld der WM 2006 erfolgte dann eine grundlegende Modernisierung. Außerdem hat das Stadion jetzt eine zu Hertha passende blaue Tartanbahn. Neben den Heimspielen der Hertha finden im Olympiastadion auch Länderspiele der deutschen Nationalmannschaft, diverse Konzerte, Leichtathletikveranstaltungen sowie jährlich das DFB-Pokal-Finale statt.
Bevor Hertha zum Beginn der ersten Bundesligasaison 1963/64 in das größere Olympiastadion zog, trug der Verein seine Heimspiele im als „Plumpe“ bekannten Stadion am Gesundbrunnen aus. Lediglich in den Regionalligajahren zwischen 1965 und 1968 kehrte die Mannschaft noch einmal dorthin zurück, bevor die Spielstätte 1974 komplett abgerissen wurde. In den Jahren 1986 bis 1988 in der Berliner Amateuroberliga sowie für einige Heimspiele der Zweitligasaison 1988/89 wich die Hertha aufgrund des mangelnden Zuschauerinteresses in das Poststadion aus. Des Weiteren wurden die Spiele im UI-Cup, der UEFA-Pokal-Qualifikation sowie die ersten Heimspiele der Zweitligasaison 1992/93 im Friedrich-Ludwig-Jahn-Sportpark ausgetragen.
Während der Hinrunde 2015/2016 kam Kritik an der Akustik des Stadions auf. Trotz einer beeindruckenden sportlichen Erfolgsserie kamen nahezu unverändert viele Herthaner in das Olympiastadion. Journalisten und Fans führten dies vor allem auf die weiten Dimensionen des Stadions zurück. Durch die Weitläufigkeit und üppigen Besucherzahlen komme keine „Stimmung“ auf. Hertha braucht daher nach Auffassung des Präsidenten Werner Gegenbauer ein reines Fußballstadion. In einem Interview erklärte er: „In 25 Jahren werden wir in einer reinen Fußball-Arena spielen. Da bin ich mir ganz sicher. Hoffentlich früher.“
Am 30. März 2017 kündigte Hertha BSC nach der Veröffentlichung einer Machbarkeitsstudie an, ein eigenes Stadion für ca. 55.000 Zuschauer auf dem Schenkendorffplatz des Olympiageländes oder im Brandenburg Park in Ludwigsfelde errichten zu wollen. Die Planungen waren von dem Architekturbüro Albert Speer und Partner durchgeführt worden. Die Arena sollte zu 100 % privat finanziert werden und mit Ende des Mietvertrags für das Olympiastadion im Jahr 2025 eröffnet werden.
Im Mai 2020 war bekannt geworden, dass der Berliner Senat eine Machbarkeitsstudie für den Bau einer neuen, reinen Fußball-Arena auf dem Festgelände am südöstlichen Rand des früheren Tegeler Flughafengeländes in Auftrag gegeben hatte. Anfang April 2022 hat die Berliner Senatorin für Sport Iris Spranger (SPD) vorgeschlagen, dass ein neues Fußballstadion von Hertha BSC am Rande des Maifelds gebaut werden könnte. Es handelt sich hierbei um ein Areal an der Friedrich-Friesen-Allee, nördlich des Maifelds, wo aktuell unter anderem der Reitsportverein am Maifeld tätig ist.

## Fankultur

Choreografie der Hertha-Fans beim Spiel der 1. Hauptrunde des DFB-Pokals 2019/20 gegen den VfB Eichstätt

### Fanfreundschaften

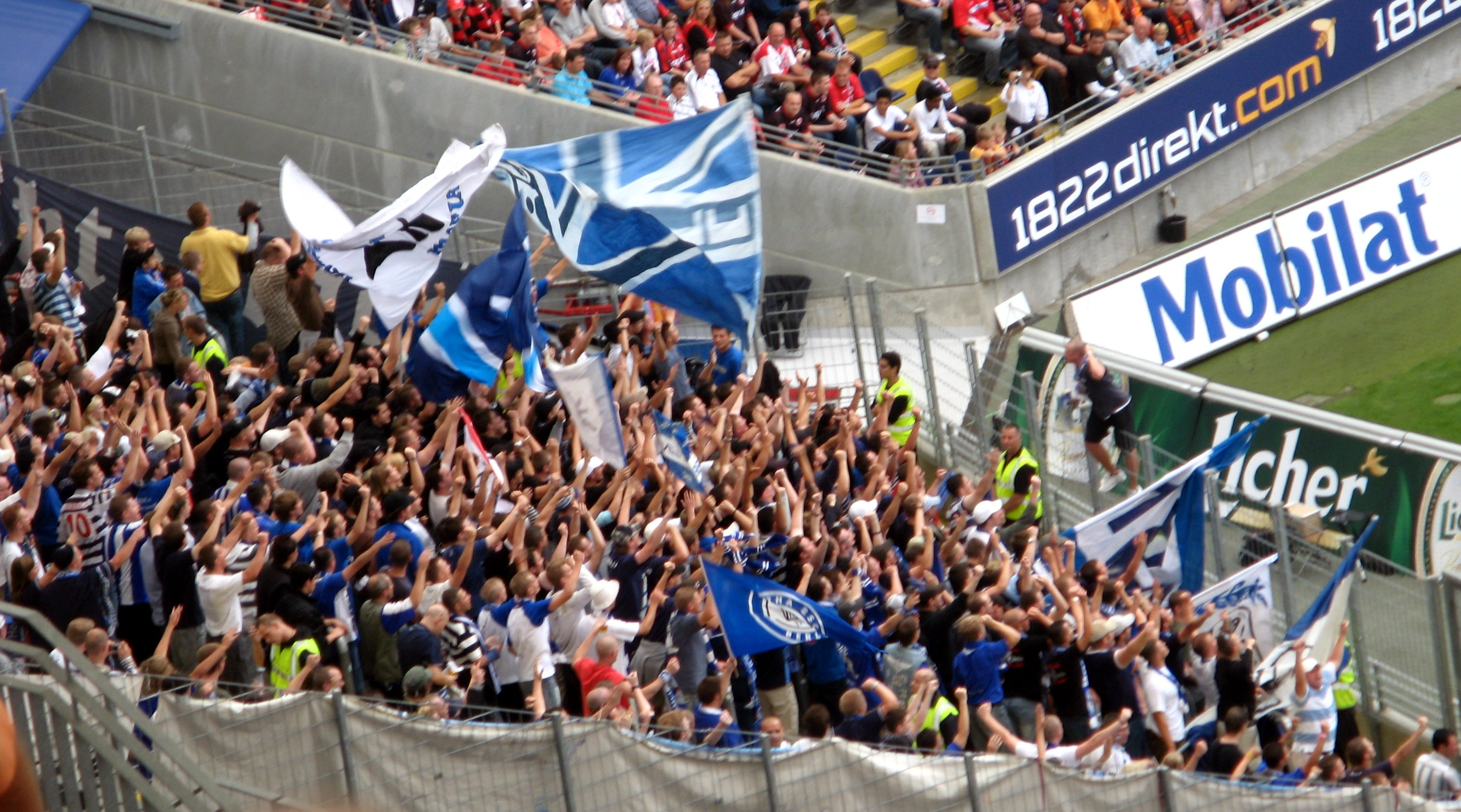
Hertha-Fans im Waldstadion

Es besteht bereits seit längerer Zeit eine intensive Fanfreundschaft zwischen den Hertha-Anhängern und den Fans des Karlsruher SC. Diese fand ihren Ursprung in den 1970er Jahren, als Hertha am ersten Spieltag in der Saison 1976/77 nach Karlsruhe reisen musste. Am Hauptbahnhof Karlsruhe wurde man freundlich von den Karlsruhern empfangen, woraufhin beide Fangruppen gemeinsam zum Wildparkstadion pilgerten. Trotz der anschließenden Niederlage des KSC (Hertha BSC gewann 3:0) feierten die Karlsruher Fans gemeinsam mit den Anhängern der Hertha am Hauptbahnhof, welche zum Abschied der angereisten Berliner den Schlachtruf von Hertha, „Ha Ho He“, riefen.
Nach Herthas Wiederaufstieg 1997 und dem „Schicksalsspiel“ von Jürgen Röber am 12. Spieltag gegen den KSC, welches die Berliner wiederum mit 3:1 gewannen, wurde die Fanfreundschaft reaktiviert. Seit dieser Zeit besuchen Anhänger beider Vereine die Spiele des jeweils anderen. Am 13. Februar 2011 kam es bisher zum letzten „Freundschaftsduell“ in der 2. Bundesliga, das Hertha im Karlsruher Wildparkstadion mit 6:2 für sich entschied. Am 27. Juli 2014 fand im Wildparkstadion ein Freundschaftsspiel statt, Hertha BSC gewann die Partie mit 1:0.
Im Jahre 2023 fand das erste Pflichtspiel seit 2011 statt. Dies wurde mit einem großen Fanfest in der Messe Berlin, einem Fanmarsch und einer besonderen Position der KSC Fans im Olympiastadion zelebriert. Die Partie endete 2:2. Die Vereine gaben im Rahmen des Spiels eine Zusammenarbeit im Jugendbereich bekannt.
Des Weiteren gab es auf Ultra-Ebene auch Freundschaften mit der Fanszene von Racing Straßburg, die aus der Fanfreundschaft mit dem Karlsruher SC entstanden ist.
Die offizielle Freundschaft wurde in der Saison 2016/17 öffentlich für beendet erklärt. Gute Kontakte und gegenseitige Besuche der Spiele gibt es allerdings noch bis heute.
In den 1970er- und 1980er-Jahren gab es in den Zeiten der Teilung Deutschlands darüber hinaus eine große Verbundenheit mit dem Anhang des 1. FC Union Berlin (Slogan „Hertha und Union – eine Nation“). Diese Freundschaft wurde jedoch nach der Wende durch die zunehmende sportliche Rivalität der beiden Berliner Vereine abgeschwächt und besteht heute kaum noch. Auch mit dem FC Bayern München gab es in den 1970er Jahren eine Freundschaft, die aber durch Angriffe Berliner Fans gegen Bayern-Fans zum großen Teil beendet wurde.
Zudem pflegen einige teile der Hertha Ultra Scene eine Freundschaft mit dem Malmö FF.

### Fanrivalitäten
Die Fanszene von Hertha BSC pflegt keine aus der Historie entstandenen Rivalitäten zu anderen Fanszenen in Deutschland. Vielmehr ist es die Abneigung zu anderen Vereinen wie z. B. dem FC Schalke 04 oder Hansa Rostock, die eine gewisse Rivalität mit sich bringt. Darüber hinaus sind aufgrund der regionalen Gegebenheit der 1. FC Union Berlin und der FC Energie Cottbus Vereine, denen man negativ gegenübersteht (siehe auch Liste der Fußball-Pflichtspiele zwischen Hertha BSC und Union Berlin und Liste der Fußball-Pflichtspiele zwischen Energie Cottbus und Hertha BSC). Durch die enge Verbundenheit mit dem Anhang des Karlsruher SC pflegt man auch eine große Abneigung gegenüber dem VfB Stuttgart und Eintracht Frankfurt.

### Liedgut und Hip-Hop-Szene

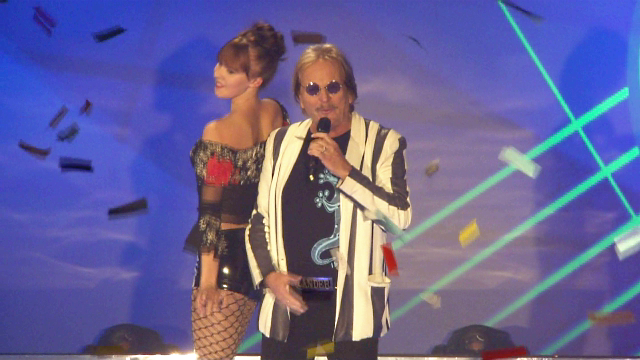
Frank Zander 2010

Vor jedem Heimspiel wird die offizielle Vereinshymne Nur nach Hause von Frank Zander gespielt. Es war der 31. März 1993, als Frank Zander in der Halbzeit des DFB-Pokalhalbfinales der Hertha Amateure gegen den Chemnitzer FC sein Lied im Olympiastadion vorsang. Einen Tag vor dem großen Auftritt kam Zander die Idee, seine damals aktuelle Single Nur Nach Hause, die als eine Art ‚Rauswerfer-Lied‘ für Kneipen gedacht war, für Hertha BSC umzuschreiben. Diese Hymne fand bei den Hertha-Anhängern einen so großen Anklang, dass sie als neue Vereinshymne übernommen wurde. In der SAT.1-Show Die Hit-Giganten wurde Nur Nach Hause auf Platz 2 der beliebtesten Stadionhymnen aller Zeiten gewählt.
Darüber hinaus gibt es weitere beliebte Herthalieder. Bekannt ist vor allem der Torsong „Immer wieder Hertha“ (Berliner Bären feat. SüdBerlin) sowie die traditionelle Vereinshymne Blau-weiße Hertha der Band Die Travellers.
Im Vorprogramm eines Heimspiels der Profimannschaft im Berliner Olympiastadion werden außerdem die Lieder „Berliner Luft“, mit der auf den Monitoren die besten Spielszenen der 1. Mannschaft aus vergangenen Jahren gegen den jeweiligen Gegner gezeigt werden, sowie „Lieber Leierkastenmann“ (Spreeathen Version), mit dem Liedtext und dem Hintergrundvideo zum Lied auf den Bildschirmen, vorgetragen.
Der Verein ist in der Hip-Hop-Szene verwurzelt. Die damaligen Hertha-Spieler "Zecke" Neuendorf und Malik Fathi traten in Bushidos Video zum Track "Sonnenbank Flavour" (2006) auf. „Die Atzen“ (Manny Marc und Frauenarzt) sind mit Hertha BSC als Fans und als Inspirationsquelle für das Liedgut der Ostkurve verbunden. Im März 2009 als die "Alte Dame" Tabellenführer wurde, erklang "Hey, das geht ab, wir holen die Meisterschaft!" – angelehnt an den Party-Hit der Atzen. 2024 wurde zur Melodie des Atzen-Songs "Atzin" gedichtet und gesungen: „Denn du bist der Sport-Club uns'rer Stadt, egal ob Liga zwei oder Europacup. Wir sind dabei, wie du auch spielst, alles gewinnst oder ständig verlierst.“
Im Jahr 2011 gründete Harris (Rapper) den Fanclub "United Colors of Hertha (UCOH)", der sich für Toleranz, gegen Rassismus und Diskriminierung engagiert. 
Viele Berliner Musiker erklärten ihre Unterstützung für den Verein, unter anderem Ski Aggu, Symba, Pashanim, RapK, BHZ (Band), Sampagne und Paula Hartmann. Im Januar 2024 widmete Deoz dem verstorbenen Präsidenten Bernstein einen Song

## Sonstiges

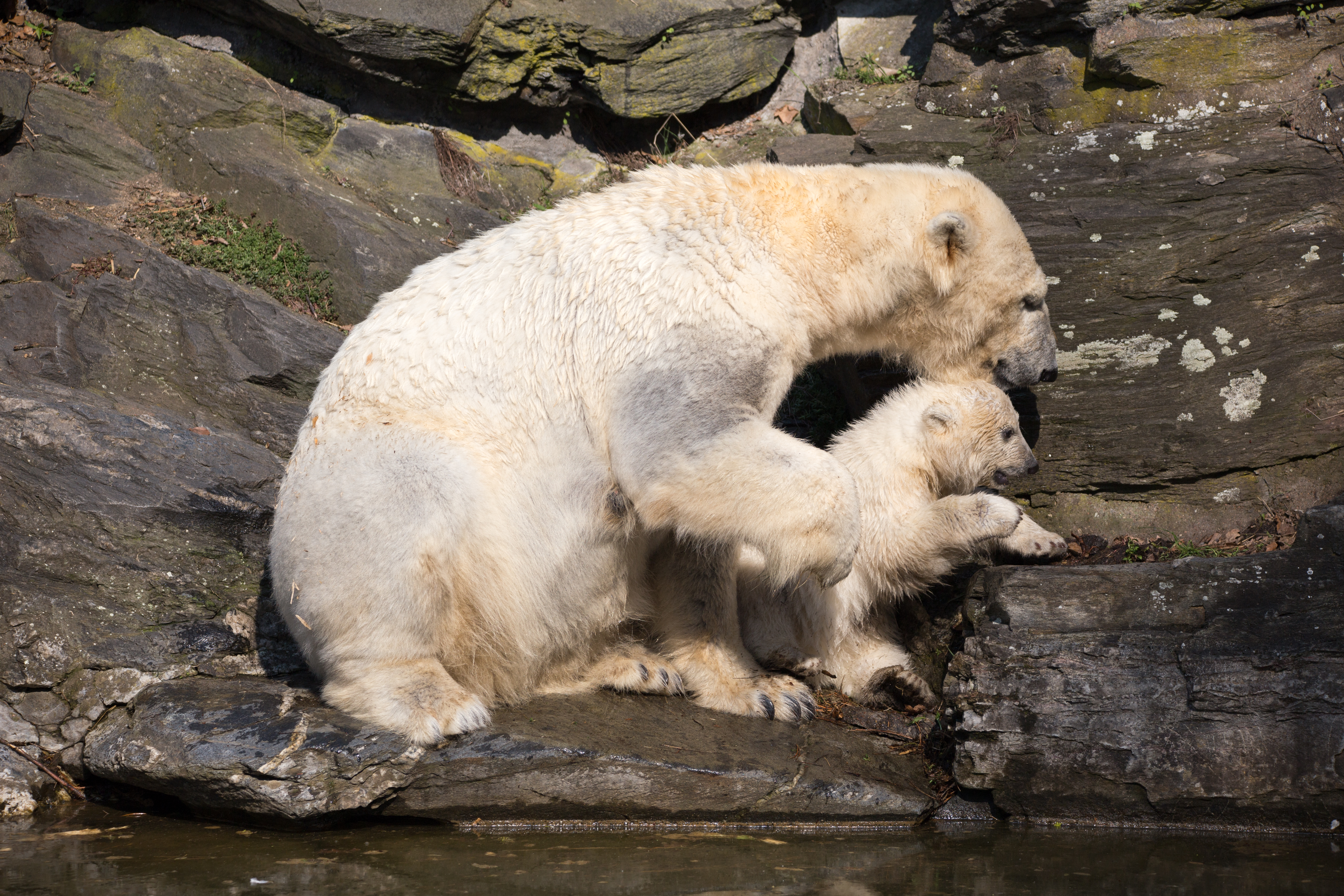
Eisbärin Hertha mit ihrer Mutter im Tierpark Berlin

Am 2. April 2019 wurde im Tierpark Berlin die am 1. Dezember 2018 geborene Eisbärin auf den Namen Hertha getauft, für den der Verein Taufpatin wurde.

## Andere Sportarten

### Beachvolleyball
Seit dem 1. November 2005 spielte das deutsche Nationalteam Sara Goller und Laura Ludwig unter der Teambezeichnung gollerplusludwig bei Hertha BSC Beachvolleyball. Damit hatte Hertha BSC eine weitere Sportart (Beachvolleyball Frauen) etabliert. Goller und Ludwig wurden 2006, 2007, und 2008 Deutscher Meister sowie 2008 und 2010 Europameister; sie nahmen an den Olympischen Sommerspielen 2012 teil und erreichten das Viertelfinale. Nach dem Karriereende von Goller wechselte Ludwig mit ihrer neuen Partnerin Anfang des Jahres 2013 zum Hamburger SV. Seitdem gibt es kein Beachvolleyball mehr bei Hertha BSC.

### Blindenfußball
Seit 2020 sind die Berliner Blindenfußballer Teil von Hertha BSC. Die Mannschaft tritt in einer Spielgemeinschaft mit dem PSV Köln in der Blindenfußball-Bundesliga 2020 an.

### Boxen
Hertha BSC ist im Boxen ein erfolgreicher Verein, die Boxabteilung wurde 1948 gegründet. Die erste Mannschaft boxt in der 1. Bundesliga. Hertha wurde 1973, 1974, 1993, 1996 und 2009 Deutscher Mannschaftsmeister.

### Eishockey
1969 wurde eine Eishockeymannschaft bei Hertha zum Ligenspielbetrieb gemeldet und nahm 1969/70 an der Regionalliga Nord (3. Spielklasse) teil.
Vor der Saison 1970/71 wurde die Mannschaft zurückgezogen und im Sommer 1971 endgültig aufgelöst.
Die guten Spieler schlossen sich dem Berliner Schlittschuhclub an.

### eSport
Hertha BSC ist seit 2019 im Bereich eSport aktiv und legt den Fokus auf virtuellen Fußball, insbesondere die Teilnahme an der Virtual Bundesliga (VBL). Mit der Gründung einer eigenen eSport-Akademie schuf der Verein eine Plattform zur Förderung von Talenten und zur langfristigen Entwicklung einer erfolgreichen Mannschaft. Dabei war Hertha BSC ein echter First Mover: Die eSport-Akademie war die erste ihrer Art in der Bundesliga und 2. Bundesliga und setzte somit Maßstäbe für andere Vereine.
Ein Meilenstein in der eSport-Geschichte von Hertha BSC war der historische Sieg von Marina Preradović, bekannt als „Mari“. Sie wurde im Februar 2023 die erste Frau, die ein Spiel in der VBL gewinnen konnte und triumphierte dabei im Doppel mit Tom Bismark gegen den Tabellenführer Hansa Rostock. Mit ihrem Erfolg setzte Preradović ein starkes Signal für mehr Frauen im eSport und inspirierte weitere Spielerinnen zur Teilnahme.
Ein weiterer bedeutender Moment war der Einsatz von Len-Luca Seidel, der als jüngster Spieler in der Geschichte der VBL für Hertha BSC an den Start ging. Dieser Schritt verdeutlicht den Fokus des Vereins auf die Förderung regionaler Nachwuchstalente – von Anfang an.
Elias Nerlich, inzwischen einer der erfolgreichsten Streamer und Content Creator im deutschsprachigen Raum, startete seine Karriere ebenfalls in der blau-weißen eSport-Abteilung. Dort profitierte er von den professionellen Strukturen des Vereins, die sowohl seine Entwicklung im eSport als auch im Bereich Content Creation förderten. Nerlichs heutiger Erfolg als prominenter Influencer unterstreicht die zukunftsorientierte Arbeit von Herthas eSport-Abteilung, die den „Berliner Weg“ des Vereins somit auch weiterhin auf ihre Weise mitgestalten wird.

### Futsal
Seit 2007 besitzt Hertha BSC eine Futsal-Abteilung. Die erste Mannschaft spielt in der Berliner Verbandsliga.

### Kegeln
Am 15. März 1930 wurde die Kegelabteilung gegründet und erzielte mit mehreren gewonnenen deutschen Meistertiteln bis in die 1970er große Erfolge.

### Tischtennis
Auch im Tischtennis ist Hertha BSC recht erfolgreich. Die Abteilung wurde am 1. Mai 1963 von Gerd Welker gegründet, der bis zu seinem Ableben im Januar 2022 für die erste Herren-Mannschaft verantwortlich war. In den Anfangsjahren war Günter Felske, der Deutsche Meister im Doppel von 1950, der von 1964 bis 1968 für Hertha BSC aktiv war, der bekannteste Spieler. 1970 wurde die Hertha Meister der Berliner Landesliga und stieg in die Oberliga Nord auf. Dort konnte die Mannschaft als Neuling sofort wieder die Meisterschaft erringen und über die Aufstiegsrunde 1971 in die Tischtennis-Bundesliga aufsteigen. In der ersten Spielzeit wurde mit Spitzenspieler Bernt Jansen ein überraschender vierter Rang erreicht. Nach Jansens Abgang wurde im Folgejahr der Klassenerhalt als Achter lediglich knapp erreicht. 1974 wurde man Vorletzter; es folgte der Abstieg. Obwohl Jansen zurückkehrte, gelang der Wiederaufstieg in die Bundesliga zunächst nicht. 1975 führten die Berliner die Tabelle bis zum vorletzten Spieltag an, verloren dann aber das entscheidende Spiel beim TSV Selk und wurden bei Punktgleichheit aufgrund des schlechteren Spielverhältnisses nur Vizemeister. Im Folgejahr wurde Hertha BSC dann Meister der Oberliga Nord, scheiterte aber in der Aufstiegsrunde als Dritter am TTC Grünweiß Bad Hamm und dem TTC Calw. 1985 schaffte der Verein dann schließlich doch den erneuten Aufstieg, nach zwei Spielzeiten stieg er aber 1987 wieder ab. Es folgten mit dem letzten Platz in der 2. Bundesliga Nord und dem zehnten Platz in der Regionalliga Nord umgehend zwei weitere Abstiege, sodass sich der Club 1989 in der viertklassigen Oberliga Hamburg/Schleswig-Holstein/Berlin wiederfand.
Bis zum Ende der Saison 2012/13 spielte die Hertha erneut in der zweiten Bundesliga Nord, danach wurde die Mannschaft zurückgezogen. Nach der Saison 2019/20 stieg das Team um Philipp Floritz, Jakub Kosowski (Polen), Torben Wosik, Danilo Toma und Deniz Aydin in die zweite Bundesliga auf. Finanzielle Gründe erzwangen 2025 den Rückzug in die Regionalliga.
Bekannte Spieler
- Dimitrije Bilic, jugoslawischer Nationalspieler
- Michael Daugaard, dänischer Nationalspieler
- Conny Freundorfer, deutscher Nationalspieler
- Hermann Hopman, niederländischer Nationalspieler
- Rolf Jäger, deutscher Nationalspieler
- Bernt Jansen, deutscher Nationalspieler
- Heinz Schlüter, österreichischer Nationalspieler
- Rudolf Weinmann, österreichischer Nationalspieler